# ビュンデ

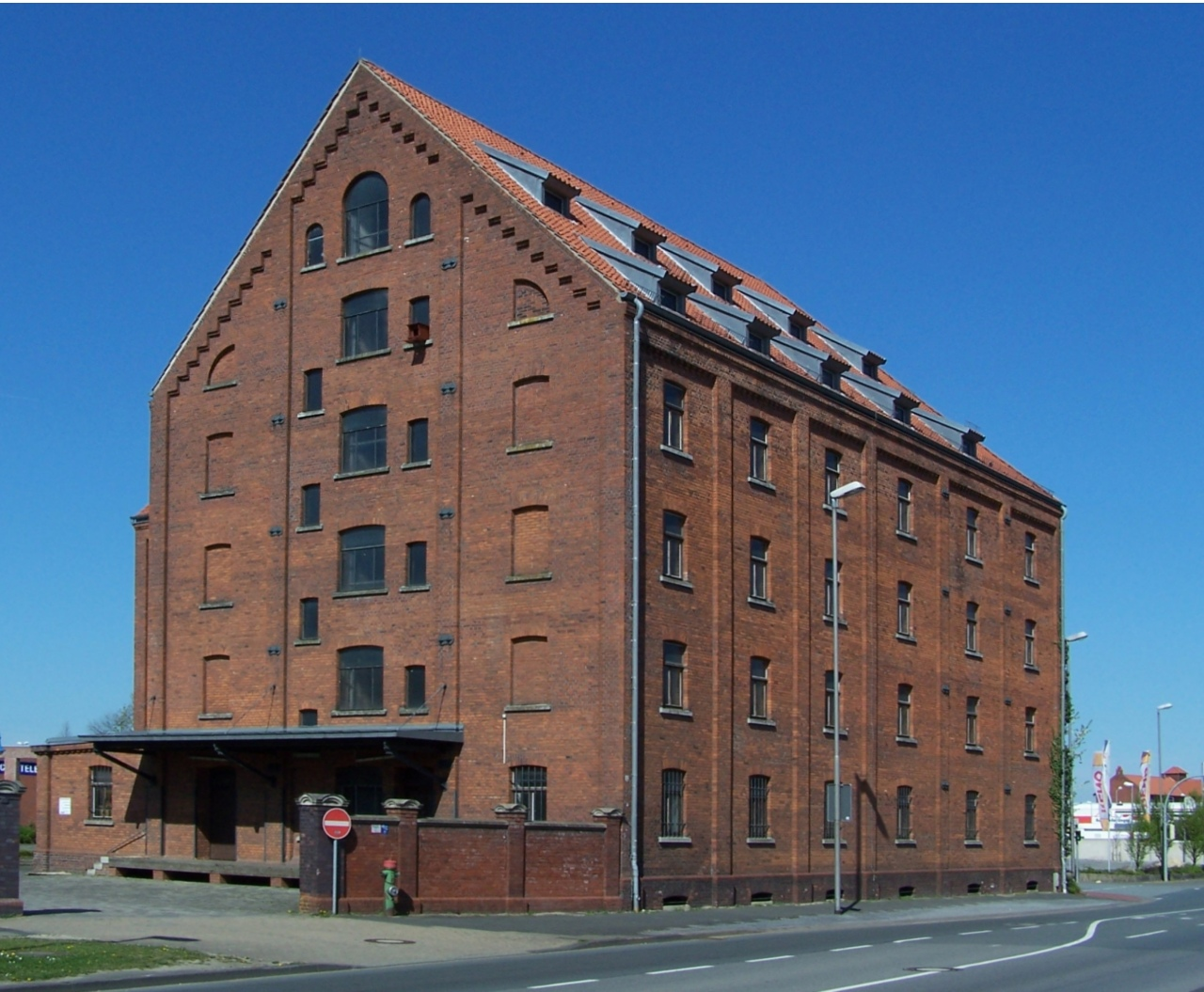
「タバコの街」ビュンデを象徴する建造物であるタバコ倉庫

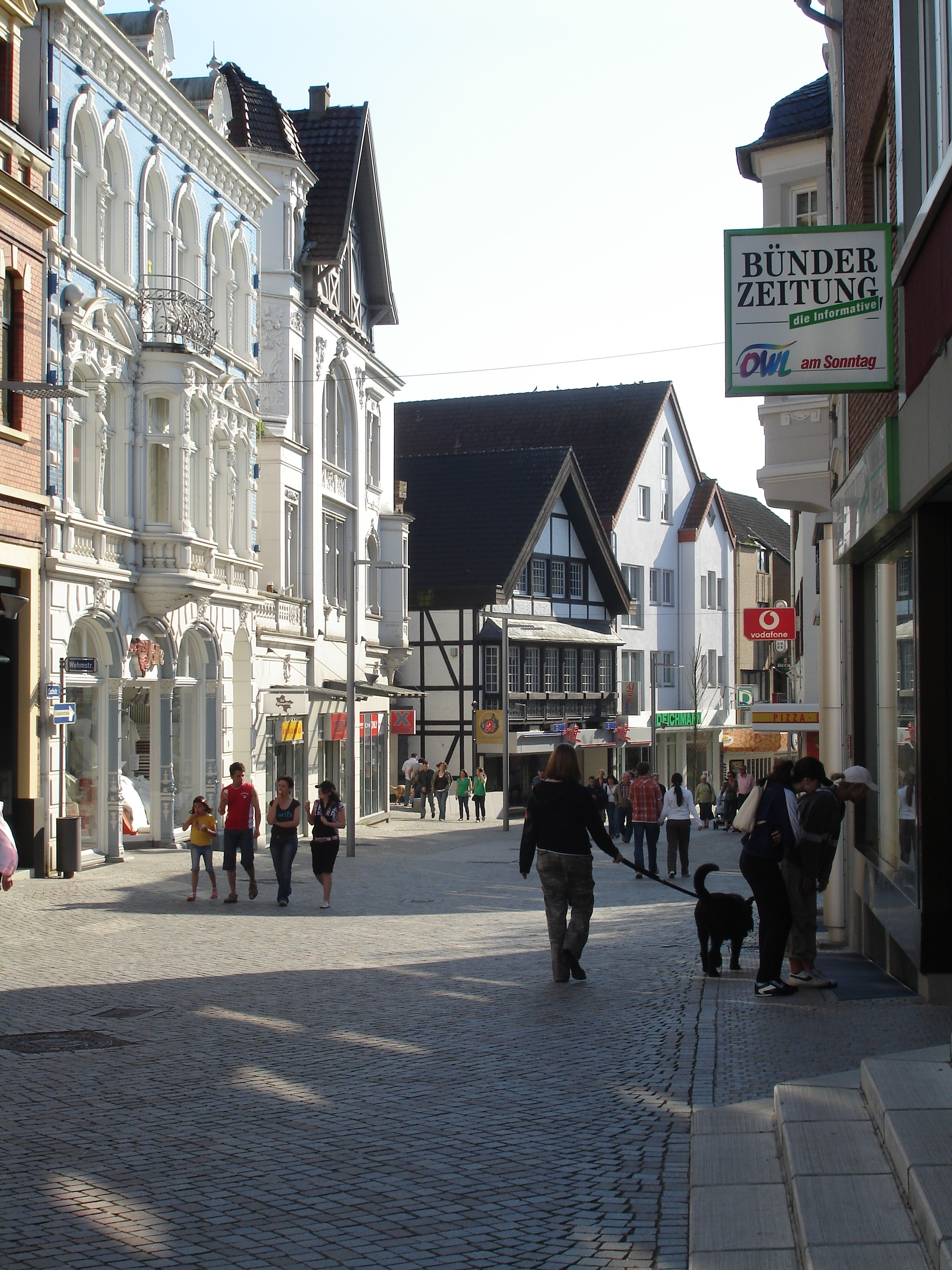
ビュンデのショッピング街エッシュ通り

ビュンデ（ドイツ語: Bünde, ドイツ語発音: [ˈbʏndə] ( 音声ファイル)、低地ドイツ語: Buine, Buüne）は、ドイツ連邦共和国ノルトライン＝ヴェストファーレン州北部ヘルフォルト郡に属す中規模都市である。この都市はビーレフェルトの北約 20 km に位置している。人口約 45,000人の本市はオストヴェストファーレン地方（デトモルト行政管区）に属すヘルフォルト郡で第二の都市である。その市域は1969年の市町村再編によるものである。
ビュンデは 853年に "Buginithi" として初めて文献に記録されている。この街はヨーロッパのタバコ産業の中心地であったため、現在でも「ツィガレンシュタット」（タバコの街）と呼ばれている。

## 地理

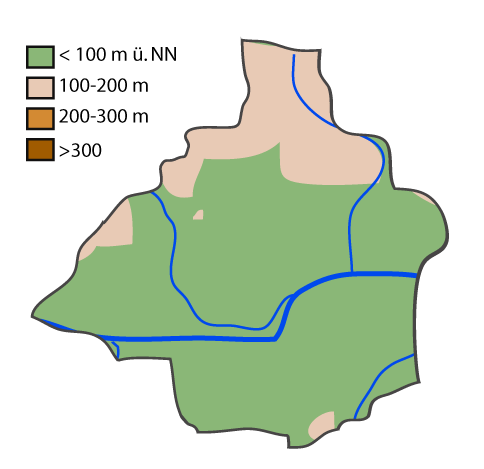
ビュンデの高度分布

### 位置
ビュンデはトイトブルクの森とヴィーエン山地との間のラーフェンスベルク盆地に位置している。市の大部分はエルゼ川の河岸低地にある。市の最低地点は海抜 59 m で、エルゼ川が市域から離れる地点である。最高地点は海抜 175 m、北部の、市域がヴィーエン山地へゆったりと登って行く地点である。
最寄りの大都市は 20 km 南に位置するビーレフェルト、30 km 西に位置するオスナブリュックである。

### 隣接する市町村
ビュンデは、北はミンデン＝リュベッケ郡のヒュルホルスト、東はキルヒレンゲルン、南はヒデンハウゼン、エンガーおよびシュペンゲ、北西と西はレーディングハウゼン、南西はニーダーザクセン州オスナブリュック郡のメレと境を接している。

### 水域
エルゼ川が市内を東西に流れる。この川は水源から湧出するのではなく分流によって創出される世界的にも珍しい川である。この川は市を貫いてヴェラ川やヴェーザー川を経由して最終的に北海に注ぐ。市内では、数多くの小川の支流が南から北に向かって流れる。北から流れる例がゲヴィングハウザー・バッハ川である。この川は、エルゼ川に向かう流路で、エニヒロー＝ゲヴィングハウゼンの氾濫原を通る。この他の支流としては、北から流れてくるアーラー・ブルーフバッハ川がある。この川はレディングハウゼンで湧出し、主にアーラー・ブルーフ地区を流れ、メレ市の市内でエルゼ川に合流する。この他にやはりレディングハウゼンで湧出するダルミューレンバッハ川、シュプラドウアー・ミューレンバッハ川やエーゼルバッハ川がある。南からはまずヴェルフェナー・バッハ川がエルゼ川に合流する。

### 地質学
この地域は、海抜 50 m から 140 m の間で緩やかに波打つ丘陵地のラーフェンスベルク丘陵に位置している。数多くの小さな谷（ジーケと呼ばれる）がしばしば急激に深く切れ込んでいる。地質学者はここを黄土に覆われたライアス統の土壌で、更新世に丘陵地が形成されたとしている。黄土の表土の下にはところどころで氷成粘土が見られる。この他の氷河時代の痕跡としては、迷子石が多く見つかることが挙げられる。
エルゼ川の谷やヴェレ川下流の東側には、東西方向に深く切れ込んだ氷河谷がある。海抜 105 m で、地質学上「山」と見なされないドーベルクによってビュンデは、漸新世時代の化石の、アルプスの北側で最も豊かな埋蔵地となっている。市南部の丘陵地は周辺に約 30 m ほど突出している。こうした丘は漸新世の海の堆積物から形成されており、当時の海洋性植物に関する情報を示している。なかでも卓越した出土品は、数百万年前のジュゴン目やハクジラ亜目の生物の骨である。この骨はドーベルク博物館（改修中はシュトリーディークシャー・ホーフ）で見学することができる。
ビュンデは、地熱ゾンデあるいは地熱ポンプを介した地熱井による地熱源の利用に中程度から高度、市東部の一部では極高度に適している。

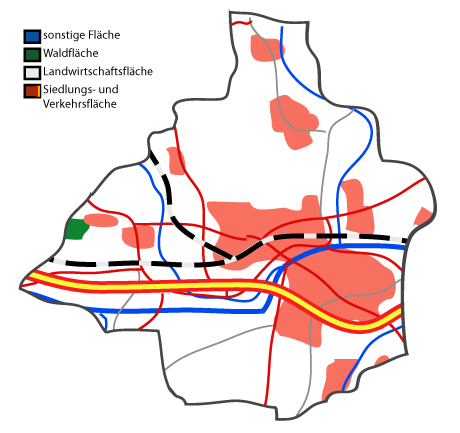
ビュンデの土地利用図。オレンジ色は住宅・交通用地、白は農業用地、緑は森林である。

### 市域の広がりと土地利用
ビュンデ市の面積は 59.3 km2、南北軸の長さは最大 10.7 km、東西のそれは 11 km である。
市域は宅地化が強く進行している。ビュンデの中核市部周辺には、かつては独立した自治体をなしていた数多くの住宅地中心街がある。特に南部は、ヘルフォルト市やヒデンハウゼンとともに広域な住宅集中地域が形成されている。宅地でない部分にも大きな森は存在していない。この地域は肥沃なことから古くからの入植地であり、ヘルフォルト郡の他の地域同様、集約的に農業に利用されてきた。冬にしばしば氾濫するエルゼ川沿いの草地は粗放的に農業利用された。豊穣な黄土地域では、主に穀物やトウモロコシ、あるいはナタネが栽培された。以下の表に、2012年12月31日現在の詳細な土地利用状況を表示する。
| 土地利用別面積 | 住宅・交通用地 | 農業用地 | 森林  | その他 |
| -------------- | -------------- | -------- | ----- | ------ |
| 面積 (ha)      | 2,204          | 3,390    | 252   | 83     |
| 占有率         | 37.2 %         | 57.2 %   | 4.2 % | 1.4 %  |

### 市の構成
ビュンデ市はビュンデ市区と、1968年12月31日まで独立した町村および同時に廃止されたアムト・エニヒロー、アムト・キルヒレンゲルン、ヘルフォルト＝ヒデンハウゼンに含まれる集落であった 11の地区で構成されている。
| 地区               | 地区        | 人口（人） （2012年12月31日現在） | 面積 （km2） | 人口密度 （人/km2) |
| ------------------ | ----------- | --------------------------------- | ------------ | ------------------ |
| アーレ             | Ahle        | 1,936                             | 4.51         | 429                |
| ビュンデ＝ミッテ   | Bünde-Mitte | 10,823                            | 3.75         | 2,886              |
| ブシュテット       | Bustedt     | 1,671                             | 1.24         | 1,348              |
| デュンネ           | Dünne       | 4,037                             | 10.13        | 399                |
| エニヒロー         | Ennigloh    | 8,695                             | 7.45         | 1,167              |
| ホルゼン           | Holsen      | 3,606                             | 5.96         | 605                |
| ヒュッフェン       | Hüffen      | 1,823                             | 2.43         | 750                |
| フンネブロック     | Hunnebrock  | 3,207                             | 2.77         | 1,158              |
| ムックム           | Muckum      | 764                               | 6.51         | 117                |
| シュプラドウ       | Spradow     | 4,693                             | 7.48         | 627                |
| ジュートレンゲルン | Südlengern  | 4,469                             | 2.68         | 1,668              |
| ヴェルフェン       | Werfen      | 1,057                             | 4.01         | 264                |

ビュンデ市の地区地図

市の中心としてのビュンデ＝ミッテ地区とエニヒロー、シュプラドウ、ジュートレンゲルン、ブシュテット、フンネブロックおよびヒュッフェンの中心街は、現在その大部分が一体化しており、ビュンデ市の中核部を形成している。市の西部に位置するホルゼンとアーレはやはり一体化しているが、個別に存在しているムックム、デュンネ、ヴェルフェンといった地区と同様に市の主要部分からは外れている。ビュンデ市の密集地区は一部は隣接するキルヒレンゲルンやヒデンハウゼンにまで続いている。

### 気候
この地方で優勢なのは大西洋による海洋性気候である。直線距離で約 10 km 離れたヘルフォルトの長期の平均気候データ（1971年 - 2000年）を以下に示す。
| ヘルフォルト（1971年- 2000年の平均値）の気候 | ヘルフォルト（1971年- 2000年の平均値）の気候 | ヘルフォルト（1971年- 2000年の平均値）の気候 | ヘルフォルト（1971年- 2000年の平均値）の気候 | ヘルフォルト（1971年- 2000年の平均値）の気候 | ヘルフォルト（1971年- 2000年の平均値）の気候 | ヘルフォルト（1971年- 2000年の平均値）の気候 | ヘルフォルト（1971年- 2000年の平均値）の気候 | ヘルフォルト（1971年- 2000年の平均値）の気候 | ヘルフォルト（1971年- 2000年の平均値）の気候 | ヘルフォルト（1971年- 2000年の平均値）の気候 | ヘルフォルト（1971年- 2000年の平均値）の気候 | ヘルフォルト（1971年- 2000年の平均値）の気候 | ヘルフォルト（1971年- 2000年の平均値）の気候 |
| 月                                           | 1月                                          | 2月                                          | 3月                                          | 4月                                          | 5月                                          | 6月                                          | 7月                                          | 8月                                          | 9月                                          | 10月                                         | 11月                                         | 12月                                         | 年                                           |
| -------------------------------------------- | -------------------------------------------- | -------------------------------------------- | -------------------------------------------- | -------------------------------------------- | -------------------------------------------- | -------------------------------------------- | -------------------------------------------- | -------------------------------------------- | -------------------------------------------- | -------------------------------------------- | -------------------------------------------- | -------------------------------------------- | -------------------------------------------- |
| 日平均気温 °C （°F）                         | 1.9 (35.4)                                   | 2.4 (36.3)                                   | 5.4 (41.7)                                   | 8.8 (47.8)                                   | 13.4 (56.1)                                  | 15.9 (60.6)                                  | 18.0 (64.4)                                  | 17.7 (63.9)                                  | 14.0 (57.2)                                  | 9.9 (49.8)                                   | 5.5 (41.9)                                   | 3.2 (37.8)                                   | 9.7 (49.5)                                   |
| 降水量 mm （inch）                           | 77.0 (3.031)                                 | 53.0 (2.087)                                 | 68.0 (2.677)                                 | 53.0 (2.087)                                 | 67.0 (2.638)                                 | 81.0 (3.189)                                 | 68.0 (2.677)                                 | 70.0 (2.756)                                 | 75.0 (2.953)                                 | 64.0 (2.52)                                  | 67.0 (2.638)                                 | 84.0 (3.307)                                 | 827.0 (32.559)                               |
| 平均月間日照時間                             | 50.0                                         | 76.0                                         | 106.0                                        | 158.0                                        | 212.0                                        | 193.0                                        | 203.0                                        | 204.0                                        | 134.0                                        | 106.0                                        | 55.0                                         | 38.0                                         | 1,533.5                                      |
| 出典：ドイツ気象庁 (DWD) Herford:            |                                              |                                              |                                              |                                              |                                              |                                              |                                              |                                              |                                              |                                              |                                              |                                              |                                              |

ビュンデとヘルフォルトはほぼ同じ高度に位置し、自然環境も似ていることから、ビュンデの長期平均気象データはヘルフォルトのそれで代用することが可能である。

## 歴史

### 黎明期、市の成立
本市の紋章の、互いに手を差し出す2人の騎士はザクセン人のヘンギストとホルザを描いている。彼らは5世紀に、イングランド征服の同盟 (Bündnis) をこの地で結んだという地名の由来に関する伝説が遺されている。実際に、当時ビュンデ地方にはザクセン人のエンガー族が住んでいた。しかし、本市の名前が Bündnis に由来するということはなさそうである。ビュンデは、かつて、おそらくブーン（Buhn、ステージを意味する Bühne と同義）と呼ばれていた高台にあり、ここから1222年までに Bünde という名前に転化していったと考えられている。現在も、エルゼ川の低地に比べて小高くなった場所にラウレンティウス教会を中心とする旧市街中心部があることは明白に分かる。
ビュンデは、853年5月22日の寄贈証書に "Buginithi" として初めて文献上の記録が遺されている。この中でドイツ人王ルートヴィヒは、その父敬虔王ルートヴィヒがオスナブリュック司教区内に位置するビュンデの教会をヘルフォルト参事会に寄贈したことを確認している。この文書自体は遺されていないが、11世紀の写本が現存している。これにより、ビュンデは肥沃なラーフェンスベルク地方で最も古い入植地の一つに数えられている。当該地方の中央に位置することからビュンデは、中世には既に重要集落となっていた。教会、市場、裁判所によって、農家だけでなく商人や手工業者、日雇い労働者が集まるようになった。11世紀にこの村と15の農場からなるビュンデ教会区が設けられた。1152年に、周辺の領主高権を有するブランケーナ貴族家が初めて文献に登場する。この貴族家の現存しない城、ブランケーナ城はビュンデ＝ミッテの核となったと推定される。1280年以降、この貴族家の痕跡は失われている。
現在の市域は、シュプラドウ地区とデュンネ地区を除いて、1530年以降ラーフェンスベルク伯領と、ミンデン侯領すなわちミンデン司教領に属した。オスナブリュック司教とリッピ貴族家は司法権を失った。1614年、本市はラーフェンスベルク伯領の一部としてブランデンブルク＝プロイセン領となった。プロイセンの王フリードリヒ・ヴィルヘルム1世は、1719年にビュンデに都市権を授けた。ただし当初は完全な特権が授けられたわけではなく、名目上の都市であった。1807年から1810年にビュンデは事実上フランスのヴェストファーレン王国の一部となった。1811年から1813年（公式には1815年）まではフランスの皇帝権の一部となった（ヴェストファーレン王国の一部に留まったデュンネとシュプラドウを除く）。再びプロイセンに返還されると、1816年から1832年までビュンデはビュンデ郡の郡庁所在都市であった。しかし完全な自治権を有する都市ではなく、ゲマインデ法に基づき行政運営がなされた。1832年にビュンデ郡がヘルフォルト郡に編入された。1843年にビュンデ市はアーレ、デュンネ、エニヒロー、ホルゼン、フンネブロック、ヒュッフェン、ムックム、シュプラドウ、ジュートレンゲルン、ヴェルフェンおよびグーツヴェツィルク・シュタインラーケが、アムト・ビュンデに統合された。1902年になって初めてビュンデはアムト・ビュンデ（1902年以降アムト・エニヒローとなった）から離脱し、アムトに属さない完全な都市となった。

### リンネル加工業
ビュンデでは、15世紀から1830年代まで紡績・織布といったリンネル加工業が多くのビュンデ住民、特にかつては独立した村であった周辺地区の低所得者層の主要あるいは副収入源となった。農民たちは、特に土地の分割によってラーフェンスベルク地方の農場は家族を養うに必要な広さを保持できなくなっていた。多くは内職として行われていたこの手工業は、機械織機の導入により完全に失われた。たとえば、1853年に設立された亜麻布組合は、1860年に閉鎖された。こうした理由や1845年から1848年の凶作のために、多くのビュンデ住民がアメリカに移住した。1850年から1900年までの間に1,083人のビュンデ住民が（一部は違法に）移住していった。

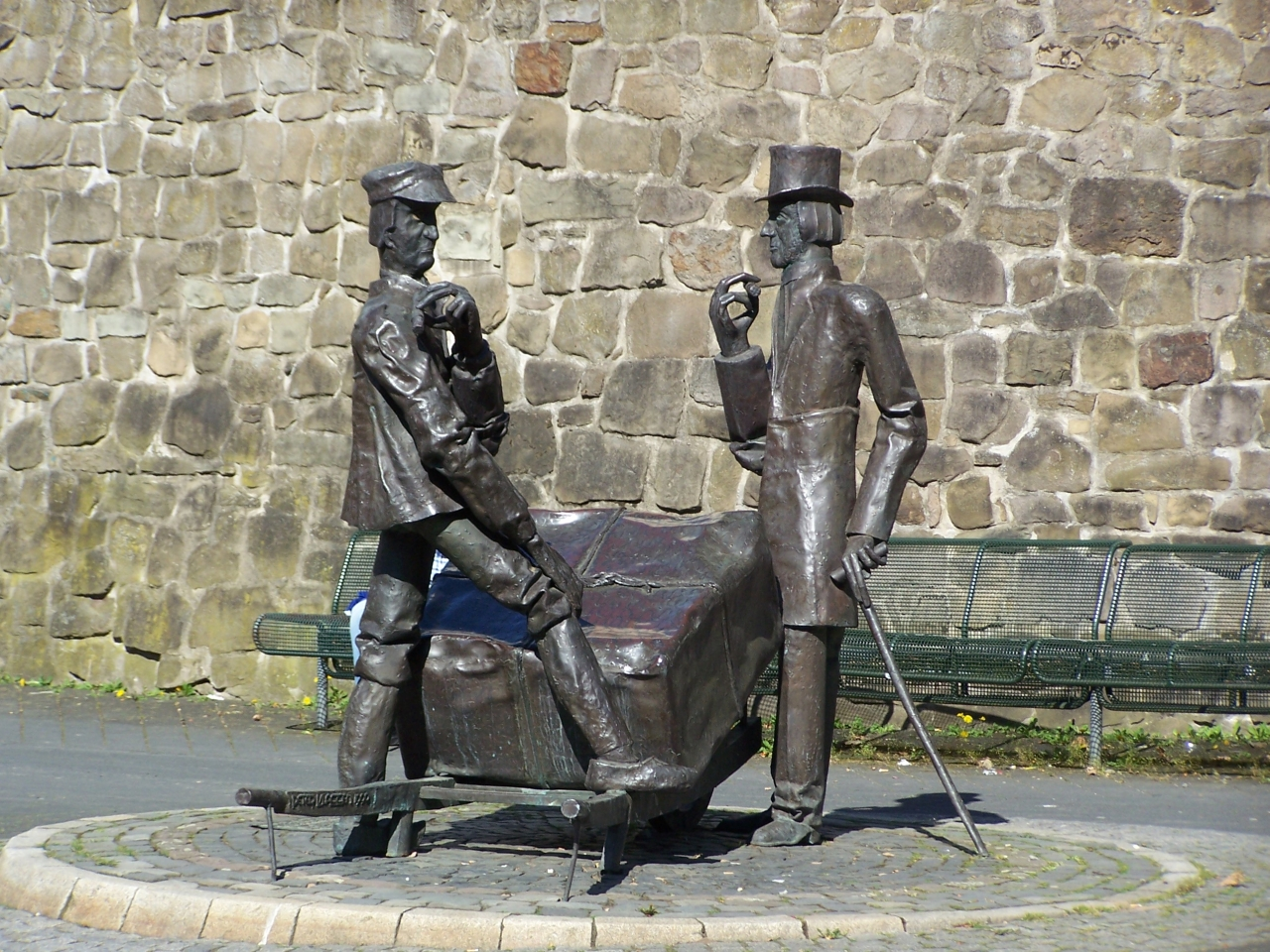
シュタインマイスターとヴェレンジークの記念碑

### 工業化と1842年以降のタバコ産業
ラーフェンスベルク地方の文化圏に属すビュンデ周辺は、19世紀に集中的に工業化がなされた。この際、ドイツのタバコ産業の中心となった点に特殊性がある。このため、ビュンデはツィガレンシュタット（タバコの都市）として知られていた。19世紀から20世紀の替わり目頃には 20以上のタバコ製造業者がビュンデに本社を置いており、ドイツで販売されるタバコの大部分がこの街で製造されていた。印刷業者や段ボール製造業、シガーボックス製造業といったタバコ以外の産業は、タバコ産業とともに発展した。その基礎は、ゲオルク・マイヤーが1842年に購入したエッシュ通り21番の建物に置かれた。しかし、本当の発展の歴史は、ブレーメンでタバコ製造業を学んだムックム出身のテンニース・ヴェレンジークの企業理念によって始まった。彼は、その手で「茶色い黄金」をビュンデにもたらし、1843年にエニヒローの両親の家で起業した。3年後に 8人の従業員を雇い、会社をエッシュ通りに移転した。1856年、ヴェレンジークはメッシェーデ出身のアウグスト・シュタインマイスターとともにシュタインマイスター＆ヴェレンジーク社を興した。1848年にはヘルフォルト郡内に 18社のタバコ製造業者があった。タバコは（特に周辺の農村部では）内職で作られてもいた。1855年の鉄道オスナブリュック - レーネ線の建設によって、当時オランダから運ばれていたタバコ原料の輸送はより効率的になった。このためタバコ産業は急速に発展し、1862年にはビュンデ市に 3,000人、周辺地区に 2,000人の下請け労働者を擁するに至った。1900年のビュンデと周辺の人口は 4,800人であったが、3,372人が 84のタバコ業者で働いていた。
1960年代にタバコの需要が減少したことで、ビュンデのタバコ産業は衰退していった。特にこの街の企業は人気のあるタバコを製造するなどといった時宜にかなった生産を行わなかった。また、ナチス時代に紙巻き機を禁止されたことで、国際競争力の点で不利な立場に置かれたことも原因の一つであった。

### 第三帝国と第二次世界大戦
1993年3月のドイツ国会議員選挙でNSDAPはビュンデで 53 % の票を獲得した。ビュンデ（現在のビュンデ＝ミッテ）周辺のアムト・エニヒロー（ビュンデ＝ミッテを除く現市内）での得票率は 44.4 % であった。これに続く地方議会選挙で、ナチ党は絶対多数の票を獲得した。市議会の 18議席のうち 10議席を占めて、市行政の主要なポジションを獲得した。専任の市長職をメス博士から奪取することはできなかったが、NSDAPの全権委員を介して政治的決定に影響力を行使した。ユダヤ人住民はビュンデから追放されるか逃げ出すしかなかった。戦時中には何百人ものイタリア人、フランス人、ポーランド人、ロシア人、その他の戦争捕虜が、インペイアル社などのビュンデの企業で働かされた。
1943年に連合国軍は鉄道路線に対して爆撃を行った。これにより市民も犠牲になった。1944年2月22日の空爆では、140発の破裂弾と 160発の焼夷弾が投下された。1945年4月2日にアメリカ軍第5機甲師団の一部がヘルフォルト郡に到達し、ビュンデにおいてもナチス支配が終焉した。翌日の正午頃、ビュンデ市とアムト・エニヒローはアメリカ軍の支配下に置かれた。この地域はイギリス軍の空中からの攻撃に何度もさらされたが、ビュンデで直接の地上戦は行われなかった。

### 1945年以後
この年にイギリスはビュンデに占領地区のドイツ管理委員会を設けた。1957年から1991年までここにはソヴィエトの軍事顧問団本部も置かれていた。ソヴィエト兵は、往来を遮断され封鎖された敷地内に、一部は家族と共に住んでいた。彼らの任務は軍事情報の入手であった。イギリス管理地区における彼らの任務は、外交状況によっては危険が少なく比較的妨害されることなく達成された。現在ここには、ヘルフォルトに本部を置くイギリス陸軍第1機甲師団の兵士が住んでいる。旧ビュンデ市（ビュンデ＝ミッテ）は1969年1月1日にアムト・エニヒローおよびアムト・ヘルフォルト＝ヒデンハウゼンの一部とともに現在の市に統合された。かつてのアムトの町村は廃止され自治体としての自立性を失った。これ以後自治体の合併はなされていない。

## 住民

### 人口推移
以下にその都度の地域の合計人口推移、すなわちアムト・エニヒローの町村とビュンデ市（現在のビュンデ＝ミッテ）の合計人口の推移を示す（表の脚注に詳述した）。
| 年    | 人口（人） |
| ----- | ---------- |
| 18431 | 8,379      |
| 18521 | 8,931      |
| 18581 | 8,786      |
| 18641 | 9,998      |
| 18671 | 10,219     |
| 18711 | 10,581     |
| 19252 | 25,002     |
| 19332 | 27,938     |
| 19392 | 28,897     |
| 19462 | 34,678     |
| 19502 | 38,524     |
| 19693 | 40,802     |

| 年    | 人口（人） |
| ----- | ---------- |
| 19744 | 40,741     |
| 19754 | 40,007     |
| 19804 | 40,058     |
| 19854 | 38,593     |
| 19904 | 40,524     |
| 19954 | 43,186     |
| 20004 | 44,582     |
| 20054 | 45,114     |
| 20104 | 44,786     |
| 20124 | 45,189     |

1843年から2007年までのビュンデの人口推移

- 1 ; アムトベツィルク・ビュンデに属したビュンデ市、アーレ、デュンネ、エニヒロー、ホルゼン、ヒュッフェン、フンネブロック、ムックム。シュプラドウ、ジュートレンゲルン、ヴェルフェンおよびグーツベツィルク・シュタインカーケの合計。1871年以前の調査方法はその都度統一されていない。1871年以降の数値は "ortsanwesende Bevölkerung" によった[13]。
- 2 ; アムト・エニヒローとビュンデ市の人口の合計。ノルトライン＝ヴェストファーレン州または国勢調査の統計調査に基づく数値である。1925年以降は居住者人口である[11]。
- 3 ; 1970年1月1日以降ビュンデ市に属す地域の人口[14]。
- 4 ; ノルトライン＝ヴェストファーレン州の調査に基づく。1974年から居住者人口、1987年以降は「この街を主要な居住地とする人口」である[4][14]。

### 宗教

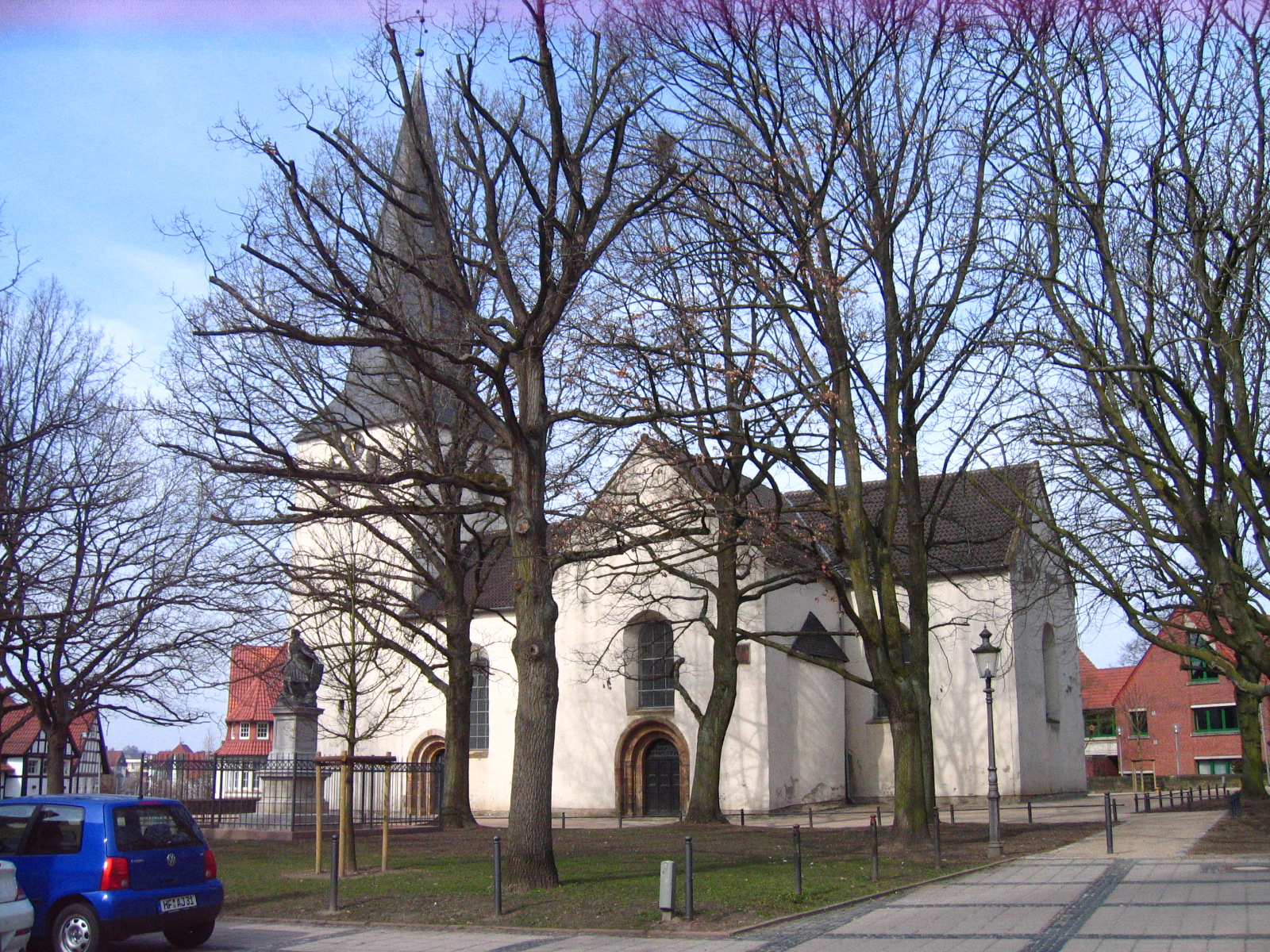
聖ラウレンティウス教会

#### 概説
ビュンデ地方の多くの住民は福音主義の信者である。しかしこれ以外の教会や宗教団体がある。詳細な調査はなされていない、あるいは明らかにされていない。推定はビュンデの生徒・児童の信仰によってすることができる。これによれば、2002年から2003年の学期において、約 68 % がプロテスタント信者、10 % がカトリック信者、7.3 % がムスリムであった。残りの生徒・児童は他の宗教団体に属すか無信仰である

#### 福音主義教会
ビュンデには、それぞれ固有の教会を持つ 5つの福音主義ルター派教会組織（2007年以前は7組織）がある。中でも特筆すべきはビュンデの歴史的な中心街にある 2つの教会、ラウレンティウス教会とパウルス教会である。教会組織はデュンネ、エニヒロー、ホルゼン＝アーレ、フンネブロック＝ヒュッフェン＝ヴェルフェンおよびシュプラドウ、ジュートレンゲルン（ハイデ地区）およびビュンデ（ミッテ）にある。ジュートレンゲルンとミッテは2007年末にリディア教会として統合された。また、エニヒローとホルゼン＝アーレの教会も2009年末にフィリップス教会に統合された。
ビュンデ＝ミッテ、エニヒロー、ムックム、ホルゼン＝アーレン、デュンネ、フンネブロック＝ヒュッフェン＝ヴェルフェンで青少年活動を行っているキリスト教青年会の地区協会は、福音主義教会と密接に結びついている。キルヒレンゲルンやレディングハウゼン町内の地区協会もビュンデ・キリスト青年会クライス連盟の管轄地域に属している。
この他にバプチストの福音主義自由教会やエニヒローのメノナイトの教会がある。

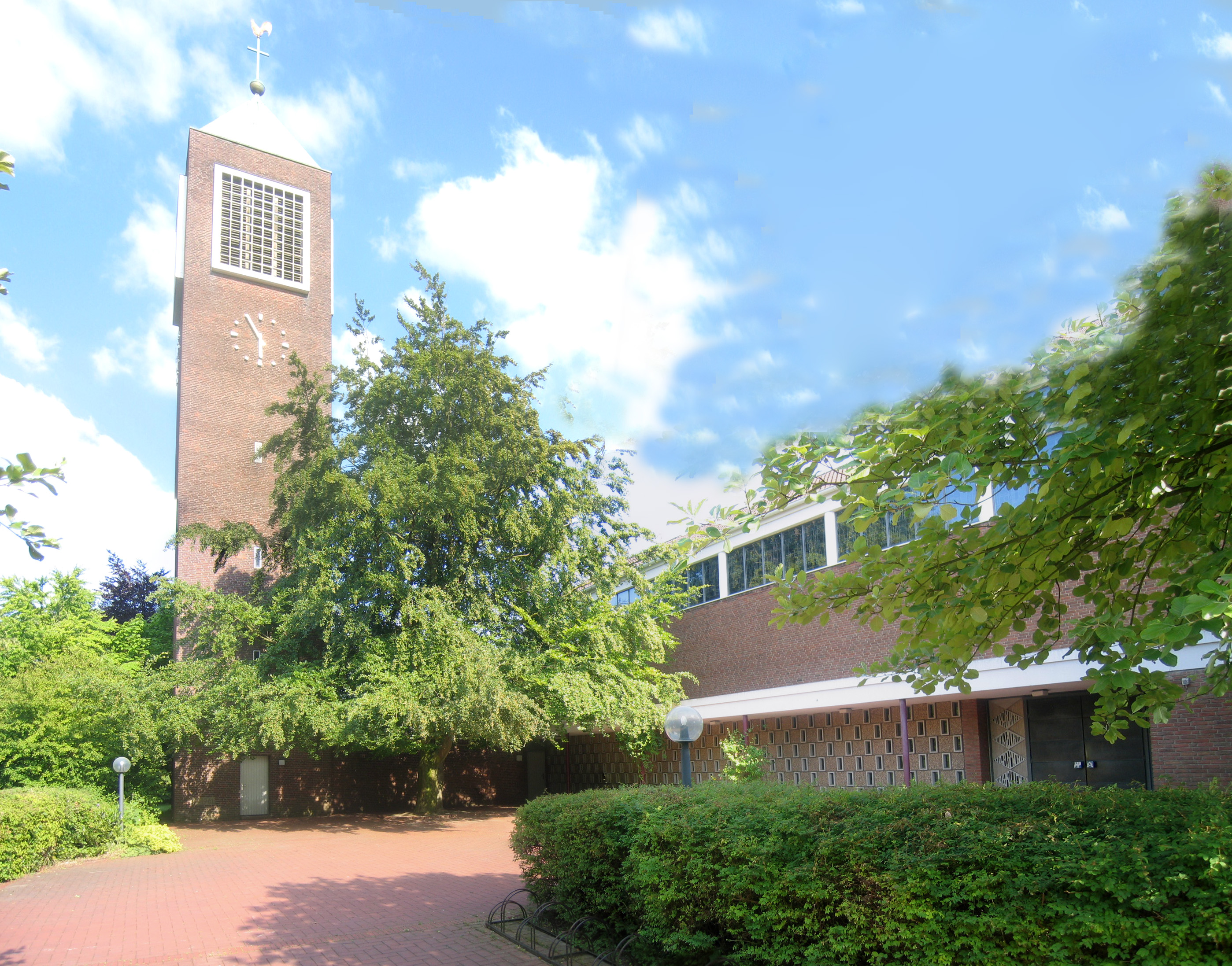
聖ヨーゼフ教会

#### カトリック教会
ビュンデのカトリック教会は、1864年に宗教改革以後初めてミサを開く機会を得た。第二次世界大戦後に流入した人々（主にシュレージエン地方のカトリック信者など）によって教会信者は急速に増加した。
教会組織上、ビュンデ＝ミッテの聖ヨーゼフ教会のカトリック信者は、パーダーボルン大司教区ヘルフォルト＝ミンデン首席司祭区に属している。
パーダーボルンの補佐司教マティアス・ケーニヒは、ビュンデ＝ホルゼンの聖ミヒャエル教会で首席司祭を務めていた。

#### その他のキリスト教会およびキリスト教から派生した宗教団体
ビュンデ＝ミッテにはエホバの証人がある。アーレにはオスナブリュック管区に属す新使徒派教会やチャーチ・オブ・ゴットがある。

#### イスラム教組織
エニヒロー市区（アムツハウス通り）にはモスクがある。これはかつては別の目的に用いられていた建物であった。モスクの運営は、DITIBに属すトルコ人労働者協会が行っている。この他にアレヴィー派の組織がある。その本部はシュプラドウからビュンデ＝ミッテに移転し、現在は市中心部のシティー＝パッセージの 2階にある。ビュンデのアレヴィー派教団は、ケルンに本部を置くドイツ・アレヴィー派教団連合に属している。

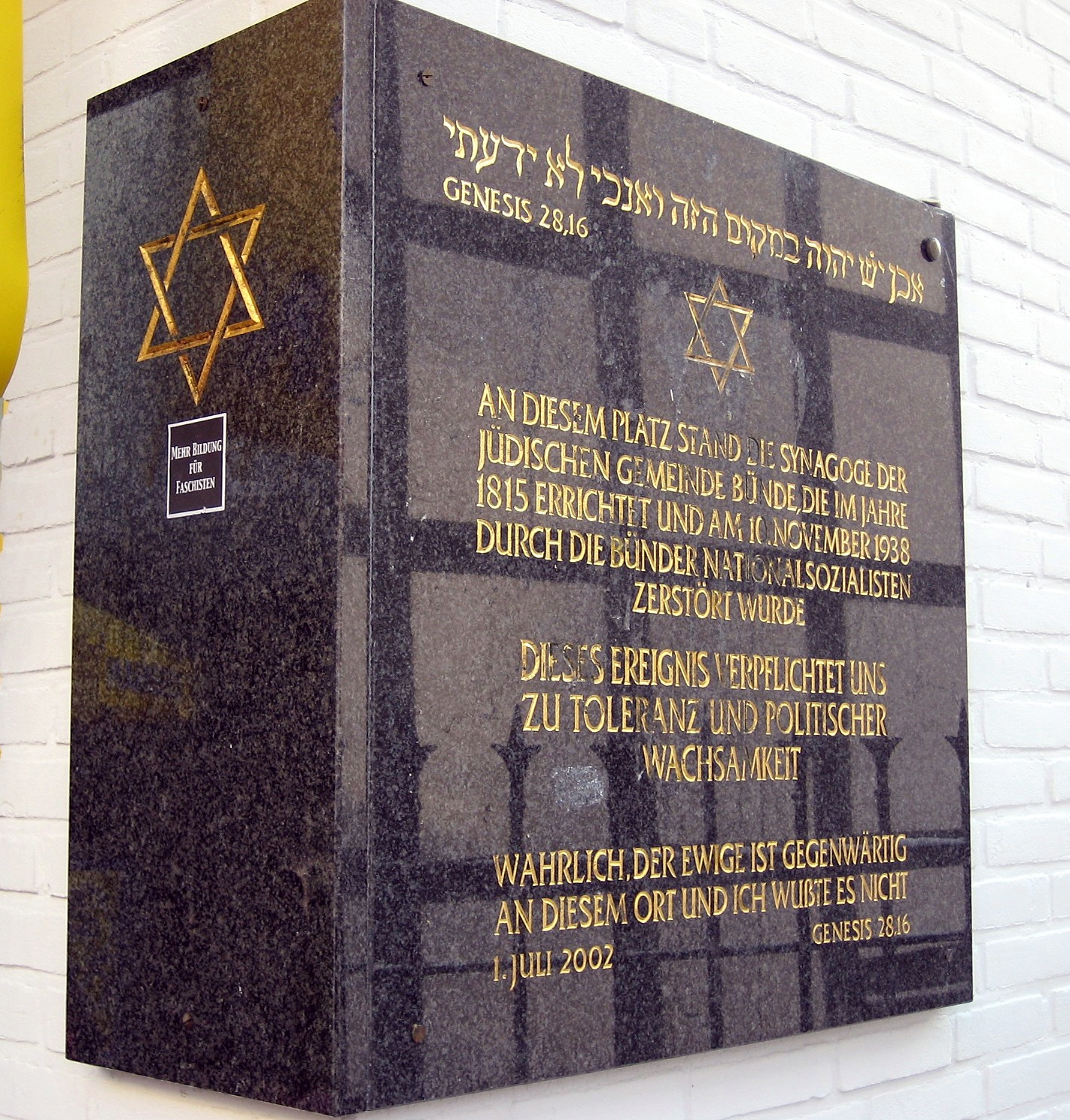
シナゴーグ記念プレート

#### かつてのユダヤ教組織
1814年にビュンデにユダヤ教組織が形成された。発足当初は 5家族からなるコミュニティであった。1815年にシナゴーグが建設され、1856年にはビュンデ・シナゴーグ管区が設けられた。1933年から1939年までの間に加盟者数は 66人から 28人にまで減少した。残った教団加盟者は第二次世界大戦中に追放されたり、逃亡したりしなければならなかった。現在、ユダヤ教組織は存在していない。エッシュ通りの記念プレートによって記憶に留められているだけである。また、追放されたり、逃亡を余儀なくされたユダヤ系ビュンデ住民のかつての居住地を「躓きの石」が示している。

## 行政
ビュンデは中規模郡所属市に位置づけられている。本市はヘルフォルト郡に属している。郡庁所在地はヘルフォルトである。1999年以降市民は市長を直接選挙によって選出している。市議会も選挙によって選出され、シュタット＝ミッテの市庁舎内に存在している。

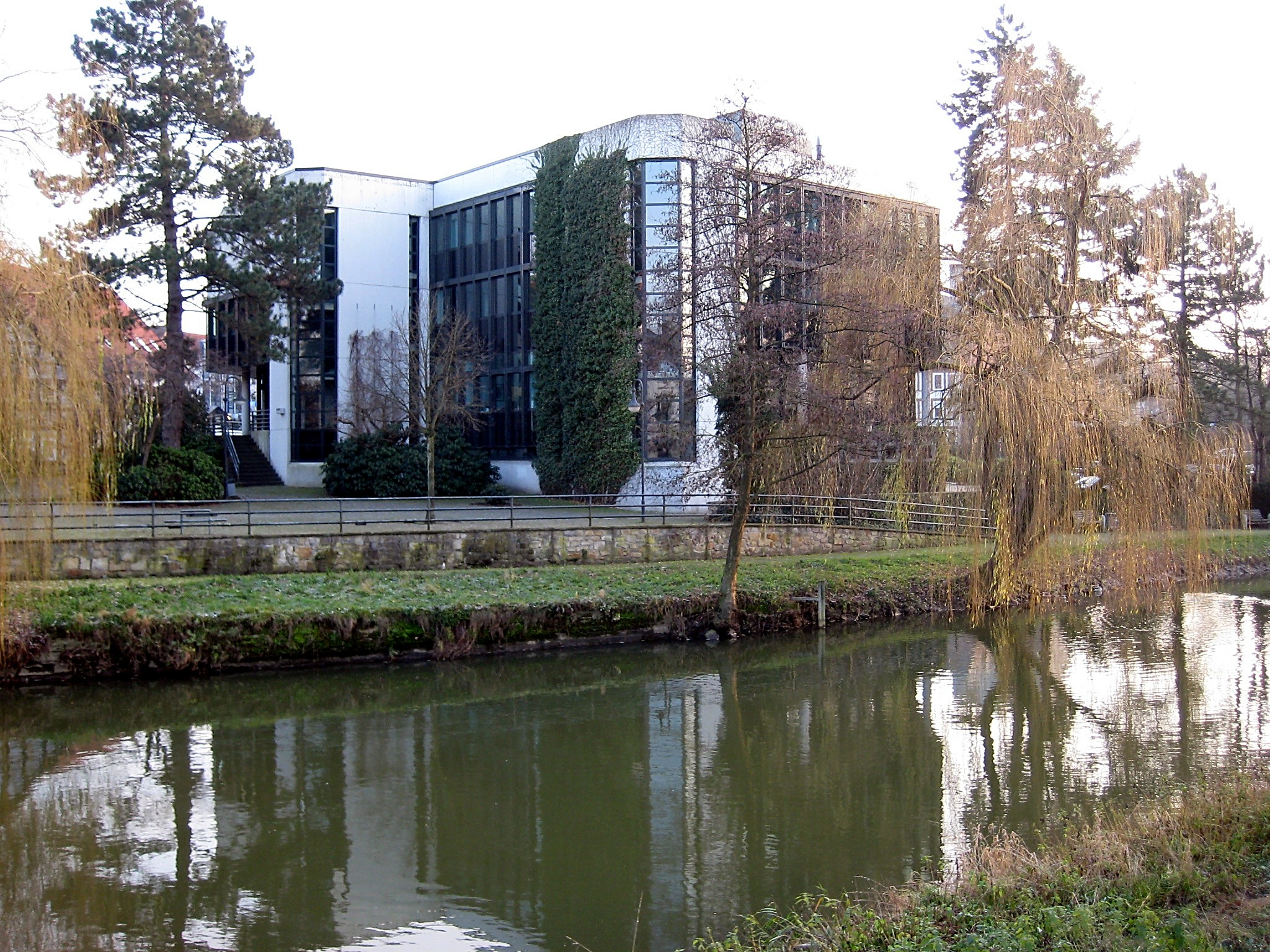
ビュンデ市庁舎

### 市議会
ビュンデの市議会は44議席からなる。

### 市長
| 任期            | 市長                                   | 政党 |
| --------------- | -------------------------------------- | ---- |
| 1969年 - 1975年 | ジークフリート・モーニング             | SPD  |
| 1975年 - 1979年 | ヴォルフガング・フックス               | CDU  |
| 1979年 - 1990年 | ヘルベルト・フォス                     | SPD  |
| 1990年 - 1997年 | ジークフリート・ハーゲマン             | SPD  |
| 1997年 - 1999年 | ゲルハルト・テース                     | SPD  |
| 1999年 - 2009年 | アーネット・クライネ＝デプケ＝ギューゼ | CDU  |
| 2009年 - 2020年 | ヴォルフガング・コッホ                 | CDU  |
| 2020年 -        | ズザンネ・ルーテンクレーガー           | SPD  |

### 姉妹都市
ビュンデ市は以下の都市と姉妹都市関係にある
- ヤーコプスタード（フィンランド、ポフヤンマー県）
フィンランドの都市ヤーコプスタード（フィンランド名: ピエタルサーリ）は、1968年から姉妹都市となっている。これ以後、双方の都市の多くの生徒が交換留学を経験した。ヤーコプスタードでもかつてはタバコ産業が盛んであった。この都市の人口は 2万人強である。
- ライスニヒ（ドイツ語版）（ドイツ、ザクセン州）
人口約 9,000人のザクセン州の都市ライスニヒとの姉妹都市協定は、1990年に締結された。2002年の東ドイツでの深刻な洪水の際、ビュンデ市は寄附と災害救助隊の派遣を行い、この姉妹都市を支援した。

### 市の紋章
市の紋章は赤地に手を差し出している2人の武具を身につけ武器を持った騎士が描かれている。1972年4月28日付けのデトモルト業際管区長官による紋章の認可書類には以下のように記述されている。「赤地、緑の地面上に2人の銀の（白の）向かい合った武装した兵士、2人は手を握っている」この紋章は1892年から使われ始め、1909年にプロイセンの役所によって認可された。このモチーフはザクセン人騎士ヘンギストとホルザを描いたものである。伝説によれば、彼らは5世紀にこの地でイングランド征服の同盟を締結した。中世、ビュンデ周辺には確かにザクセン人であるエンゲルン族が住んでいた。しかし、ヘンギストとホルザ（その存在は完全に証明されていない）がビュンデで同盟関係を結んだのかどうかについては議論の分かれるところである。この紋章が描いている同盟 (Bunde) の締結がビュンデの地名の由来であるという説については正しくないと結論づけられている（歴史の節参照）。「ヴィドゥキント郡」であるヘルフォルト郡もこの地域がザクセンに由来することを強調しており、ビュンデの紋章にヘンギストとホルザが選ばれたことはこの地域の紋章上の伝統に適うものである。

### 住民投票
2006年8月27日にビュンデで初めての住民投票がなされた。これは歩行者専用地区のエッシュ通りを多額の費用をかけて改修するかどうかという問題に関するものであった。市議会はショッピングシティーとしての魅力を得ることを目的としたのだが、住民投票の発案者は「贅沢すぎる改修」に反対するとした。投票の結果、投票総数が必要数に達せず、2007年に通りの改修が始まり、2008年に完了した。

## 文化と見所

### 演劇と映画
ビュンデには固有の劇団も、本当の意味での劇場もない。テアター・ウント・ムジークアボンマーなどの文化イベントは、（ウニヴァーズム、文化フォーラム、ダムハウスなどの他）市立ホール（ビュンデ市民は「シュタットガルテン」と呼ぶ）で開催される。シュタットクルトゥール GbR が企画、組織、運営するアーボは、1シーズンに 10回の公演がある。その分野は演劇（古典劇、犯罪劇、ドラマ、コメディー、前衛演劇など）、クラシック音楽のコンサート、音楽、ショー、バレエ、ダンスシアターなどである。文化シーズンは10月に始まり5月に終わる。この他に市立ホールでは児童劇場やア・カペラ・シリーズが開催される。ビュンデ（およびその周辺地域）のために特別に設計され運営されているオンライン予約販売システムを介してプログラムを見ることができ、公演のチケットは15の前売り所や、あるいは家で直接購入することができる。

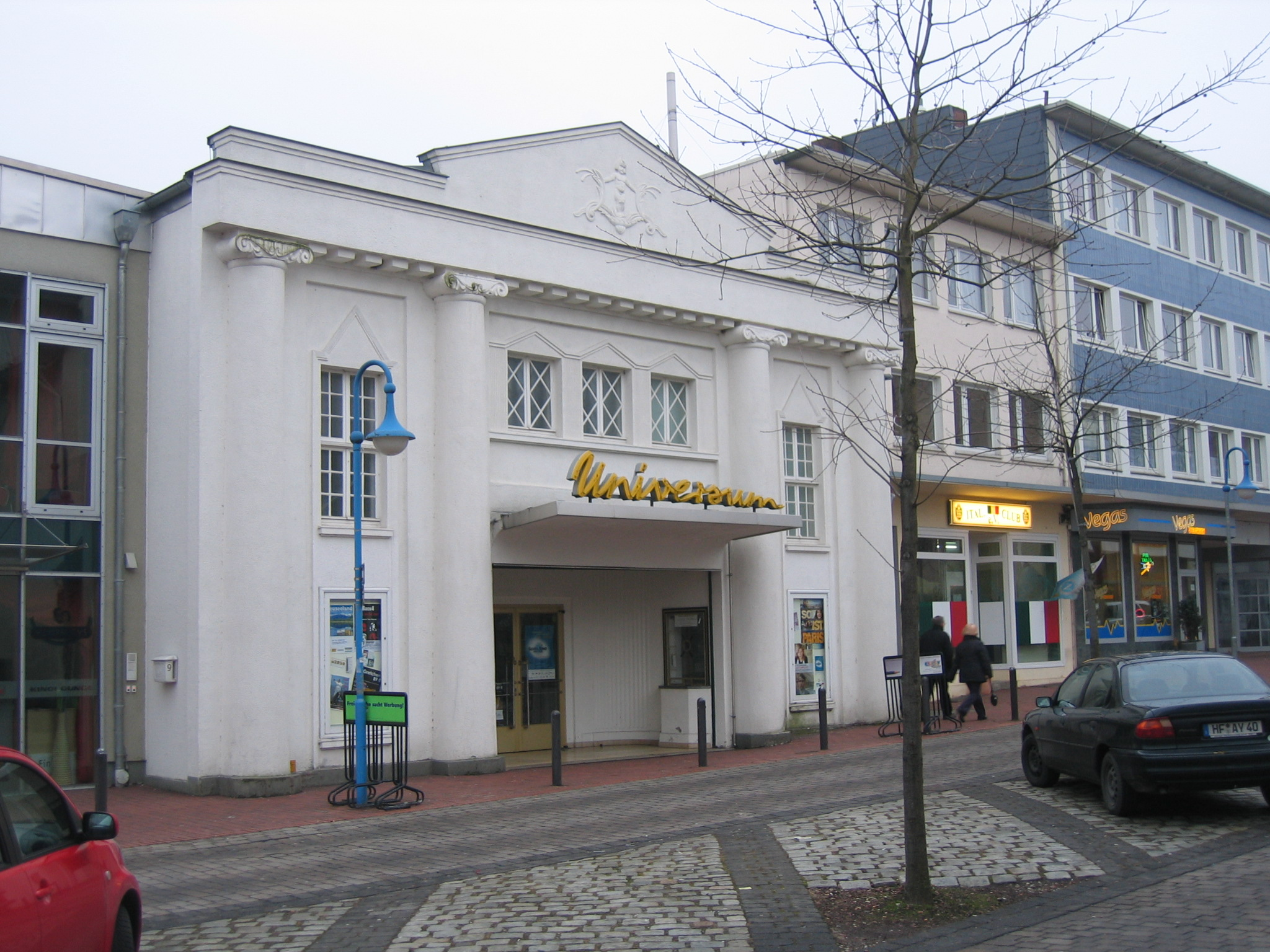
ウニヴァーズム

演芸ショー、カバレット、コメディー、コンサート、子供向け映画プログラム（金曜日と日曜日の 15:00頃から）、芸術映画の上映（定期的に月に1回、3日間）やプロジェクト・イベントが、文化イベントセンターの「ウニヴァーズム」で開催される。この建物は1924年にビュンデ＝エニヒローに映画館として建設された。この建物は長年空き家になっており、1990年代末にはこの歴史的建造物の解体が検討されていたが、その後解体撤回の強い要請が市民主導でなされた。多額の資金をかけて修復されて、後援会（興行会社設立に関して組織や実務を担当した）の支援の下、2001年にイベントセンターとして演劇や映画の上演を再開した。これ以後シュタットクルトゥール GbR と共同で年間約 90回のライブ文化イベントがウニヴァーズムやシュタットガルテン（市立庭園）で開催されている。
純粋な映画館としては、2つの映写ホールを有するビュンダー・リヒトシュピーレ (Büli) がある。

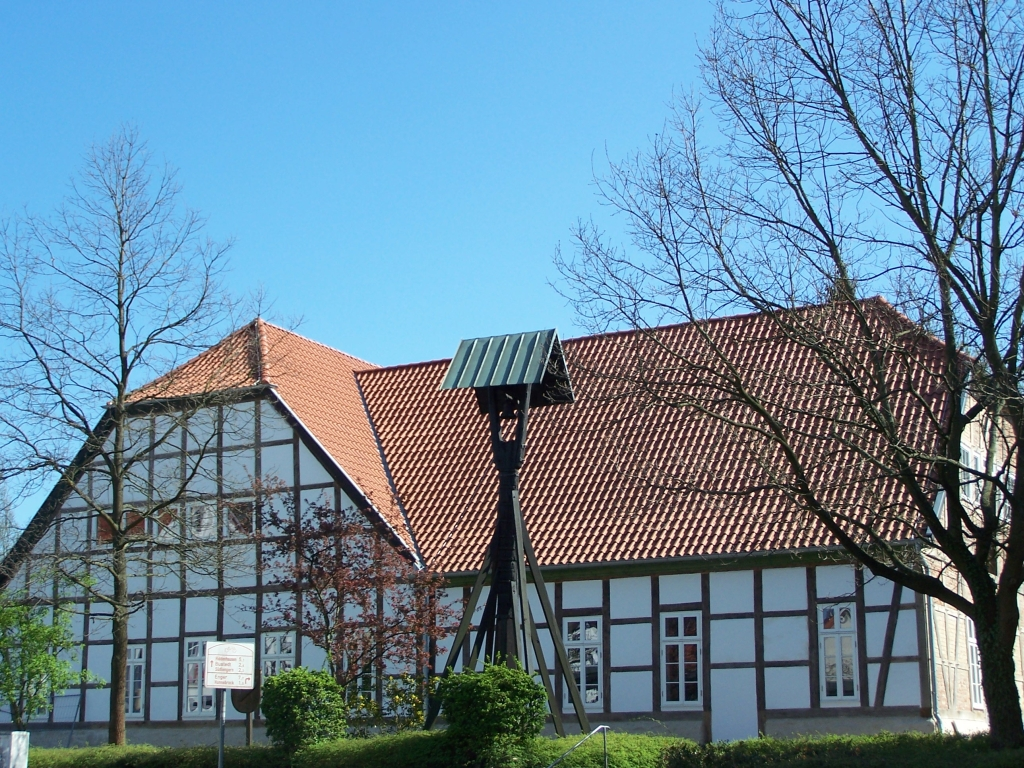
ドイツ・タバコ博物館が入居しているシュトリーディークシャー・ホーフ

### 博物館
ビュンデ博物館は、フュンフハウゼン通り沿いのいわゆる「博物館島」の中央にある。これには、ビュンデで最も古い建物の数えられるシュトリーディークシャー・ホーフ、シュピーカー、ダムハウスといった建物や、地学部門の新しい建物が含まれる。この博物館は 3つの部門からなる。ドイツ・タバコと葉巻の博物館は、ビュンデ地方のタバコ産業に関する独特の歴史に関して1937年から展示を行っている。ここでは世界中の喫煙パイプ、長さ 3.5 m の世界最大のパイプや長さ 1 m の葉巻を見ること事ができる。ゲアハルト・シュレーダーは、1990年にニーダーザクセン州首相に就任した際、ドイツ・タバコ博物館に自筆のカードとコイーバを送った。
ドーベルク博物館 － オストヴェストファーレン＝リッペ地質学博物館には、近隣のドーベルクから出土した数多くの化石を展示している。化石はビュンデの近くやその周辺、ヴィーエン山地やヘルフォルトのライアス統盆地からも出土している。クライスハイマートムゼウム（郡の郷土博物館）は、リンネル織りと緊密に結びついた田舎の労働および日常生活のための農家の家具に関する大規模な展示を行っている。
- タバコ博物館の巨大な葉巻
- ドーベルク博物館
- クライスハイマートムゼウム

### 音楽
ビュンデの教会音楽は、すべての地区の合唱団によって特徴づけられる。ビュンダー・カントライやアルヒェ合唱団がその重点である。ビュンダー・カントライは古典的な、アルヒェ合唱団は近代的な教会音楽を演奏する。教会の礼拝における音楽演奏の他に、これら 2つの合唱団による数多くのコンサートが開催されている。教会合唱団はプロのオペラ歌手やオーケストラとともにマタイ受難曲（バッハ）、クリスマス・オラトリオ（バッハ）、カルミナ・ブラーナ（オルフ）などの作品を演奏している。この他にビュンデ水運組合のシャンティー合唱団がある。
さらに、ポップシンガーのグンター・ガブリエルやC. C. キャッチ、マクシミリアン・ヘッカーがビュンデでそのキャリアスタートさせた。

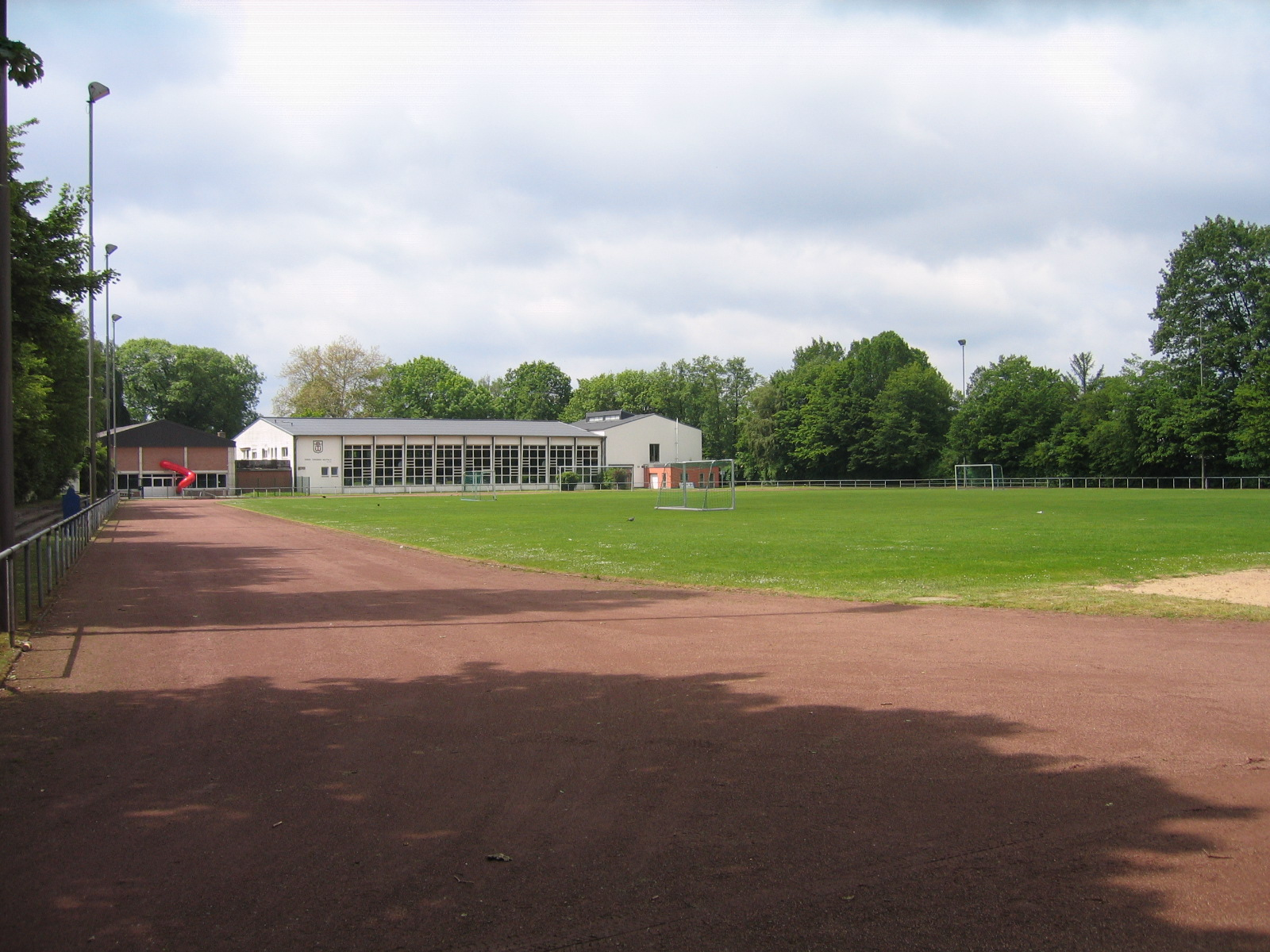
エルゼシュターディオン

### スポーツ
ビュンデには約 50 のスポーツクラブがあり、ビュンデ市民の 1/3 がそれらのクラブで活動している。最大のスポーツ施設はエーリヒ＝マルテンス＝シュターディオンとジークフレート＝モーニング＝シュポルトハレ（ともにエニヒロー地区）である。
- サッカー: サッカークラブの 1つがビュンダー SV 08/09 である。その第1チームは現在ベツィルクスリーガでプレイしている。最高ではオーバーリーガ（3部リーグ）まで進出したことがある。また、市区の多くにサッカークラブがある。たとえば TuS フンネブロック、FC ムックム 1946、VfL ホルゼン、SV シュヴァルツ＝ヴァイス・アーレ、SG グリュン＝ヴァイス・ブシュテットなどである。また SG GW ブシュテットにはジュニアクラブがある。
- ハンドボール: SG ビュンデ＝デュンネと HSG TuS/EK シュプラドウが 2012/2013年シーズンにランデスリーガに属する2つのハンドボール・クラブである。
- 体操: ブリューダー・体操クラブ・ヴェストファーリアは約 4,000人の会員を有しており数多くの種目をカバーしている。この他の体操クラブには、トゥルンゲマインデ・エニヒロー・フォン 1887 (TGE) がある。
- 陸上競技: 最大の陸上競技クラブが SG ビュンデ/アーレ＝レーネである。
- 自転車スポーツ: サイクリングスポーツクラブ RC オリンピアは年に1回エニヒローでエーリヒ・グーテンベルク職業補習高等専門学校で自転車レースを開催している。
- 野球: ビュンデ・ベルゼルケルやバンスヘー女子チームはビスマルク野球場でプレイしており、野球のレギオナルリーガおよびフェアバツリーガに属している。
- 水泳: 水泳競技はビュンデで広く普及している。2つの水泳スポーツクラブ（TGE エニヒローおよび DLRG ビュンデ）には合わせて 500人以上の水泳選手が所属している。TGE エニヒローの水泳部門はドイツ水泳連盟の規定に基づく競泳のクラブである。DLRG ビュンデはどちらかと言えばより幅広い水泳クラブで、特に人命救助泳法やダイビングを行っている。
- グライダー / モーターグライダー: 1951年に設立されたアエロ＝クラブ・ビュンデは1970年以降近隣のメレの飛行場からスポーツ飛行を行っている。約100人の会員と3機のモーターグライダー、6機のグライダーを有するこのクラブは、飛行愛好家を育成する任務を担っている。
- 学校スポーツ: フライヘル＝フォン＝シュタイン＝ギムナジウムは、陸上競技部門で知られている。

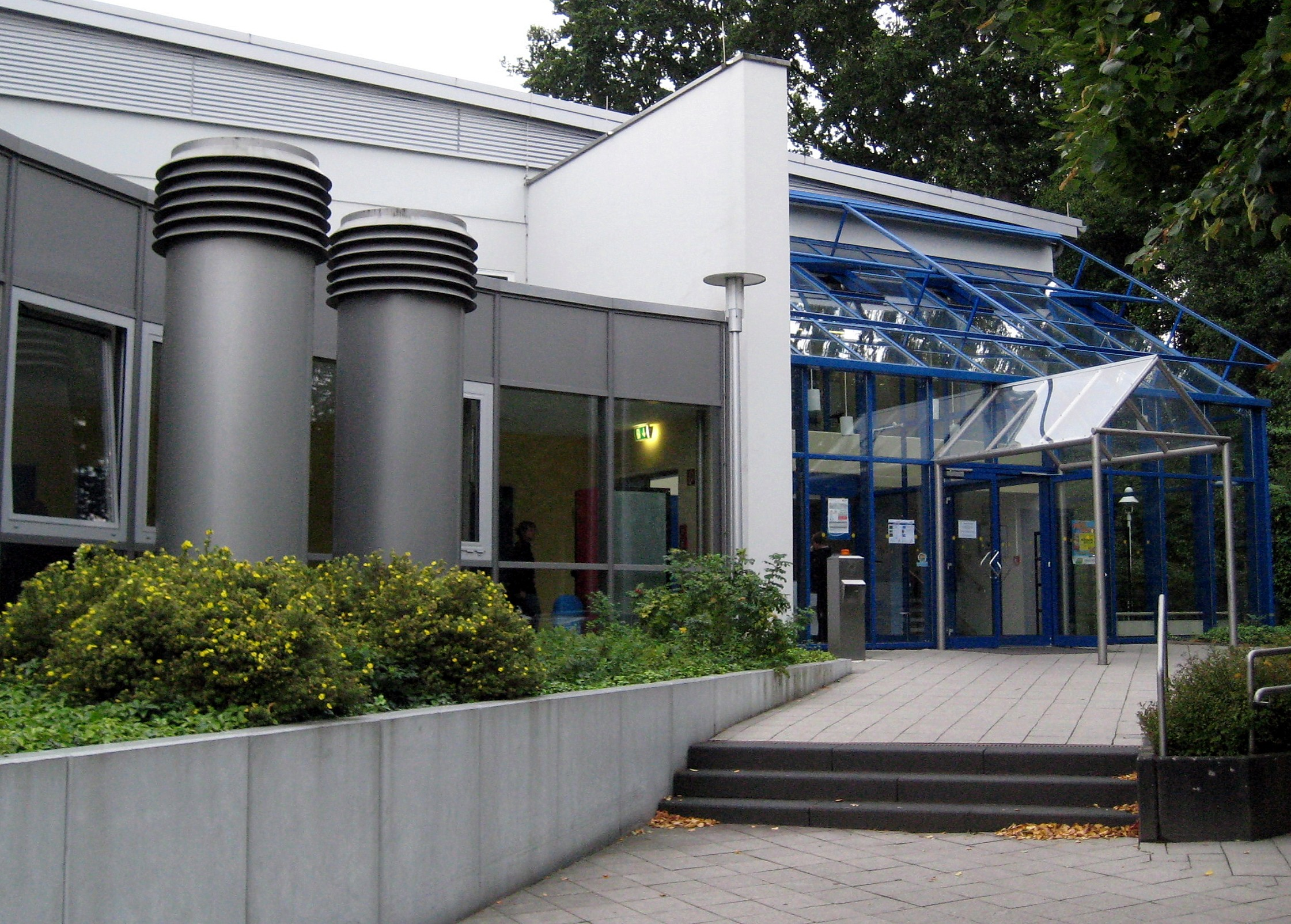
ビュンダー・ヴェレの入口

#### スイミングプール
公共のスイミングプールは、ビュンデ＝ミッテのシュタインマイスターパークの屋外プールとエニヒローの屋内プール「ビュンダー・ヴェレ」である。
屋外プールは1937年に建造され、1994年に改修された。2008年には、この屋外プールの 10 m の飛び込み台が修復された。
屋内プール「ビュンダー・ヴェレ」は、2004年から2006年までに増築され 2つめの 25 m 競泳用プールが拡張された。これと同時に古いエニヒロー屋外プールが取り壊された。こうした拡張措置によって屋内プール施設には 2つの 25 m プールを利用することができることになった。この室内プールは学校スポーツおよび水泳スポーツに対する重要なアクセントとなっている。

### 建造物
第二次世界大戦後から80年代に入るまでの数十年間に、しばしば歴史的建造物が新しい建築物に置き換えられた。たとえば、市庁舎やムゼウムプラッツ（博物館広場）の倉庫などである。これらの建物のために本市の歴史的街区である「デア・オルト」が破壊された。しかしビュンデには依然として見応えある建造物が遺されている。

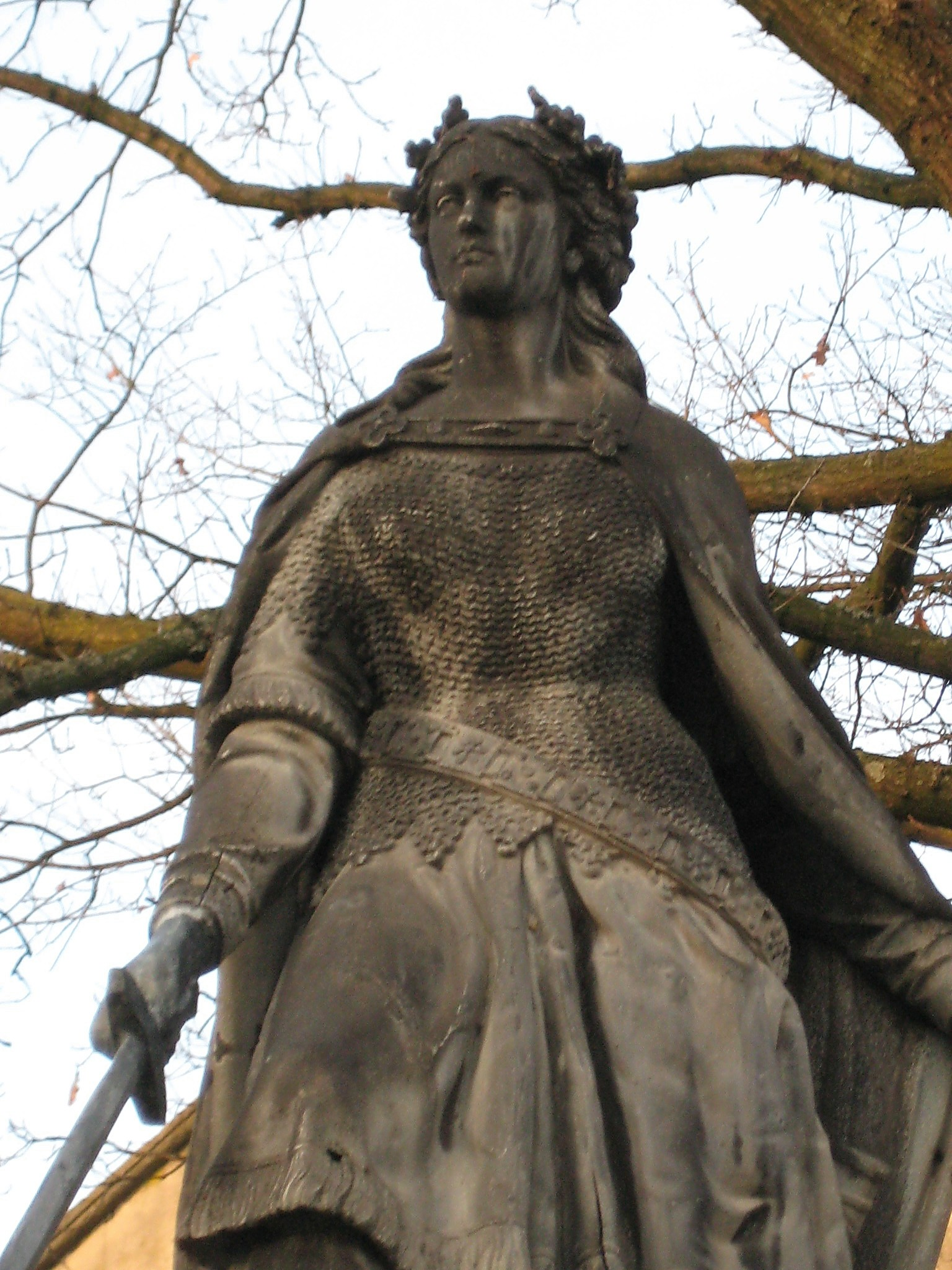
戦没者記念碑のゲルマニア像

#### 記念碑
「タバコのパイオニア」シュタインマイスター＆ヴェレンジークの記念碑は、ブレーメンからタバコを運んできたトロッコを持ったテンス・ヴェレンジーク（「テンス」は「テニース」の愛称）とその共同起業家フリードリヒ・アウグスト・シュタインマイスターを象っている。
ラウレンティウス教会前のドイツ統一戦争（シュレースヴィヒ＝ホルシュタイン戦争から普仏戦争に至る一連の戦争の総称）の戦没者記念碑は、1871年9月1日のフランス軍に対するプロイセンの勝利を記念したもので修復されたゲルマニア立像を有する。彫刻家ヨハネス・ヤンダ工房で、当時まだ若かったグスタフ・エーバーラインによってその原型が製作されたゲルマニア像は、ベルリンの鋳造業者マルティン＆ピルツィングの製品として約 300ターラーでビュンデに販売された。砂岩製の台座は、ヘルフォルトの石材業者ローゼンフェルトが納入したものである。定礎は1874年7月25日で、1874年のセダンの戦いの戦勝記念日（9月2日）に落成式典が催された。

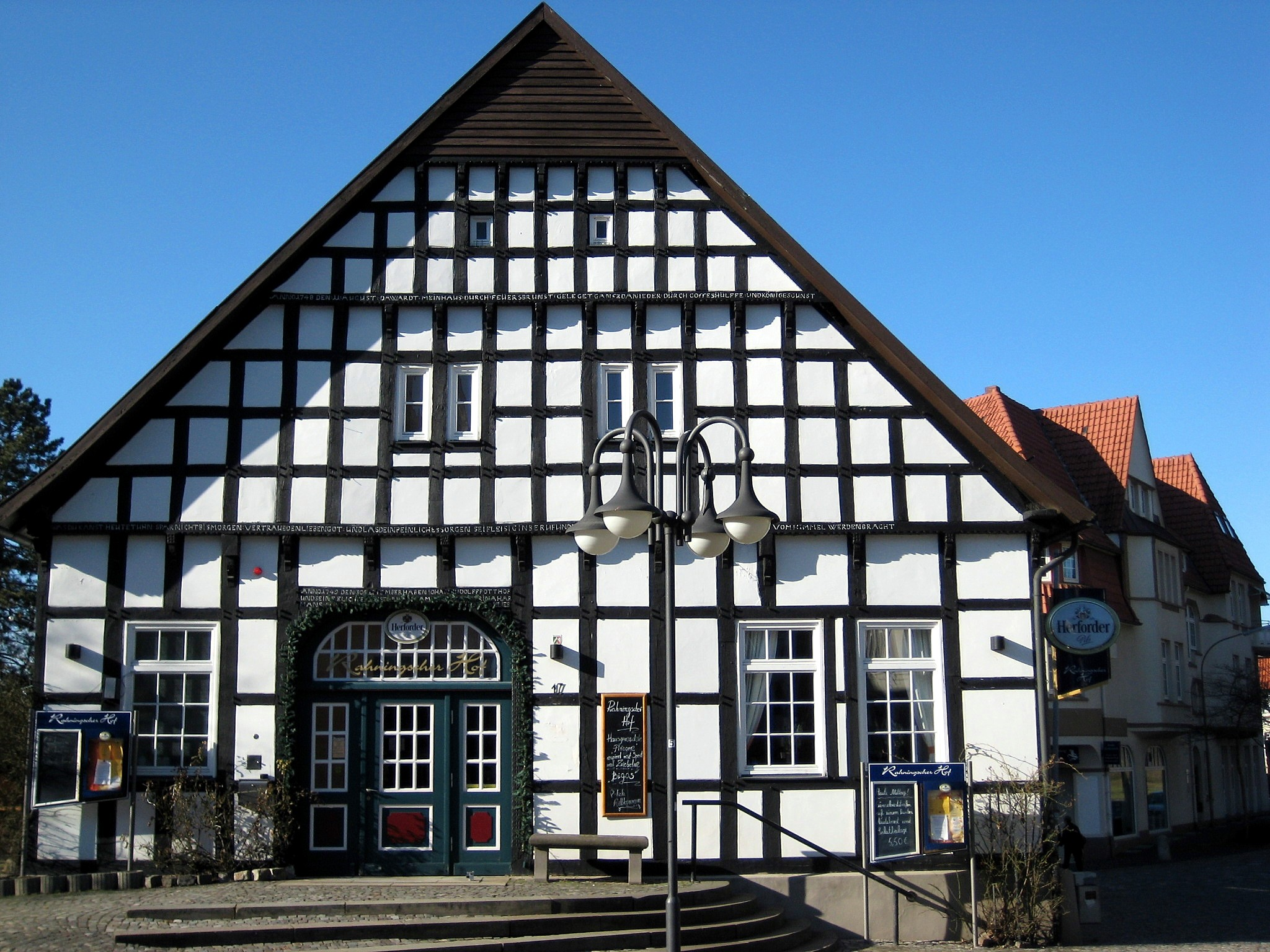
ラーニング邸

#### 教会と木組み建造物
ビュンデの歴史的な中心街区は、現在の福音主義ルター派の聖ラウレンティウス教会の周辺である。この教会の創設は、ヴェストファーレンで最も古いものの一つである。最初の文献記録はドイツ人王ルートヴィヒの時代の 853年になされた。多くの建築・改築計画の後、現存している後期ロマネスク様式のクロイツザール中核部が13世紀に建設された。西塔はそれよりもずっと以前である。この教会は1985年に保護文化財となった。
教会広場に面した1822年建造の牧師館は21世紀の初頭に大がかりな修復がなされた。市庁舎前広場には1677年建造のラーニング邸（1748年焼失、1749年再建）や1555年建造のダールケッター邸（現在の建物は1800年頃に建設された）がある。ダールケッター邸内には戸籍役場があり、地下倉庫はかつて留置所として使われていた。
ラーニング邸は4つの間口を持つ木組み建築の原則に基づくディーレンハウス（広い土間を持つ農家建築）であり、ホルゼンのヘルマン邸をはじめとするビュンデ周辺の村落の建物に類似している。この他に、いずれも郷土博物館の施設に使われている、4つの間口を持つ4階建ての建物「フルルブリンクシェス・ハウス」（1688年に最初の記録が遺されている）、2つの間口を持つ1595年建造の「ダムハウス」、1830年建造の「シュトリーディークシャー・ホーフ」がある。
ビュンデの歩行者専用区域である歴史的な通り「アウフム・ティー」およびエッシュ通りを通って2つめの市教会であるパウルス教会（1869年 - 1873年建造）に至る。ヴェーザー砂岩によってネオゴシック様式で建設された三廊式ホール教会は、会衆の中央に説教壇を有する説教教会としてデザインされた。

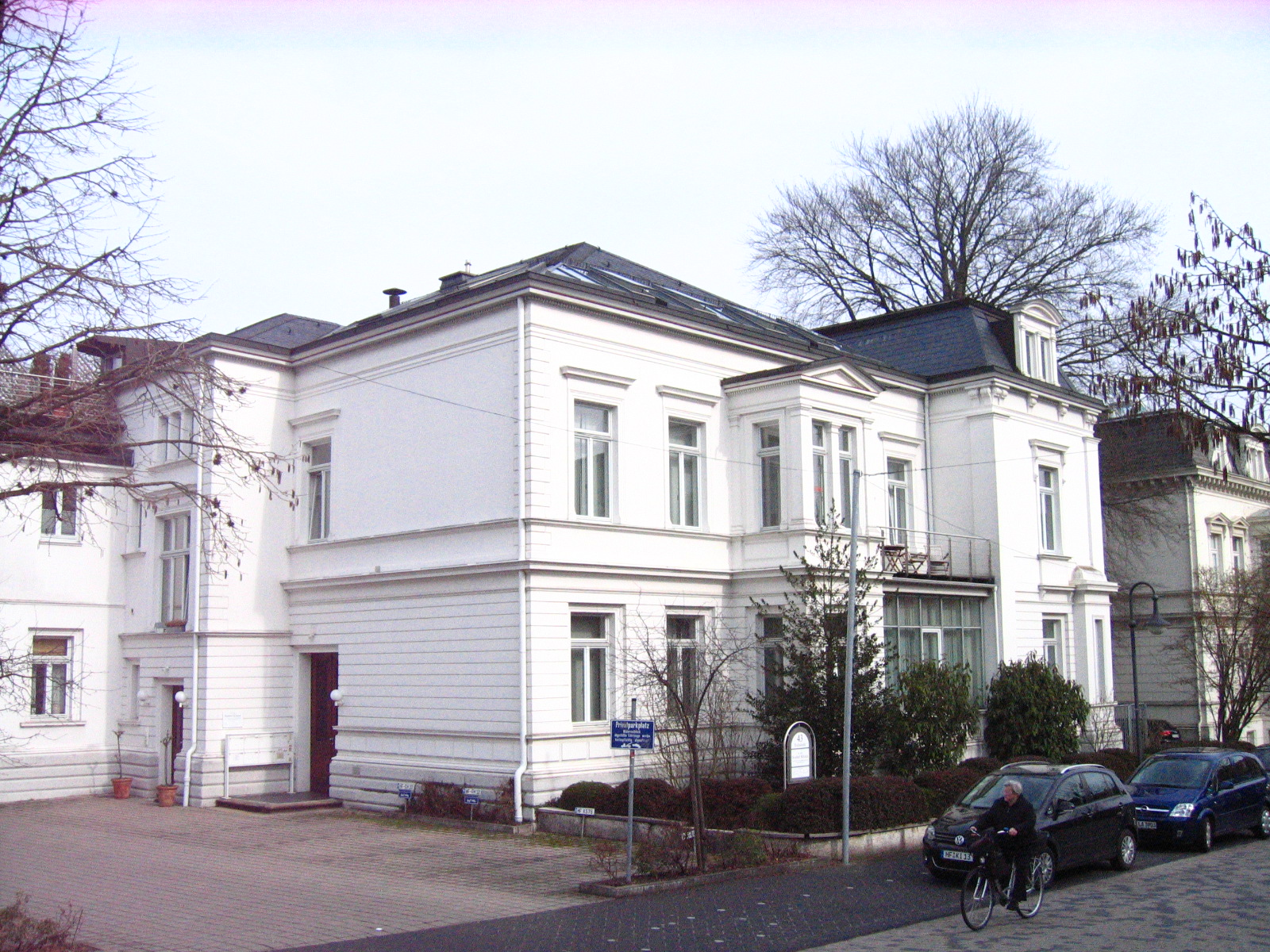
エッシュ通り43番のシュタインマイスター邸。画面右手奥が45番の建物

- ダールケッター邸
- フルルブリンクシェス・ハウス
- ダムハウス

#### タバコ工場主の邸宅
内市街全域に、ビュンデのタバコ産業最盛期に建設された数多くの邸宅が点在している。たとえば、バーンホーフ通り、エッシュ通り、ヒンデンブルク通りである。特に見応えがあるのは、ヒンデンブルク通り3番のタバコ工場主カール＝ハインリヒ・レーリングのレーリング邸（1893年 / 1904年）やタバコ工場主ゲオルクのネオバロック様式のアンドレー邸（1891年建造、ヒンデンブルク通り11番）などである。アンドレー邸は、戦後、ビュンデのイギリス駐留軍の子供たちのための幼稚園として利用された。この他には、1843年 / 1900年建造のシュタインマイスター邸（エッシュ通り43番および45番）、19世紀初めに建設されたエッシュ通り35番のヴェレンジークの居館などがある。

#### タバコ倉庫
駅の近くのタバコ倉庫も同じ時期に建設された。この赤レンガ建築は数少ないハンザ都市の倉庫を思い起こさせる。この建物はヴェストファーレンに現存し、現在も本来の目的に使われている唯一のタバコ倉庫である。このレンガ建築は、1896年にブレーメンのタバコ製造業者レオポルト、エンゲルハルト＆ビールマンによって建設された。タバコ倉庫は1930年に退役し、ドイツ国営鉄道に売却された。この建物は現在、タバコ業者アンドレーによって再びタバコ倉庫として使われている。この他に、タバコ・葉巻博物館の機械もここに収蔵されている。

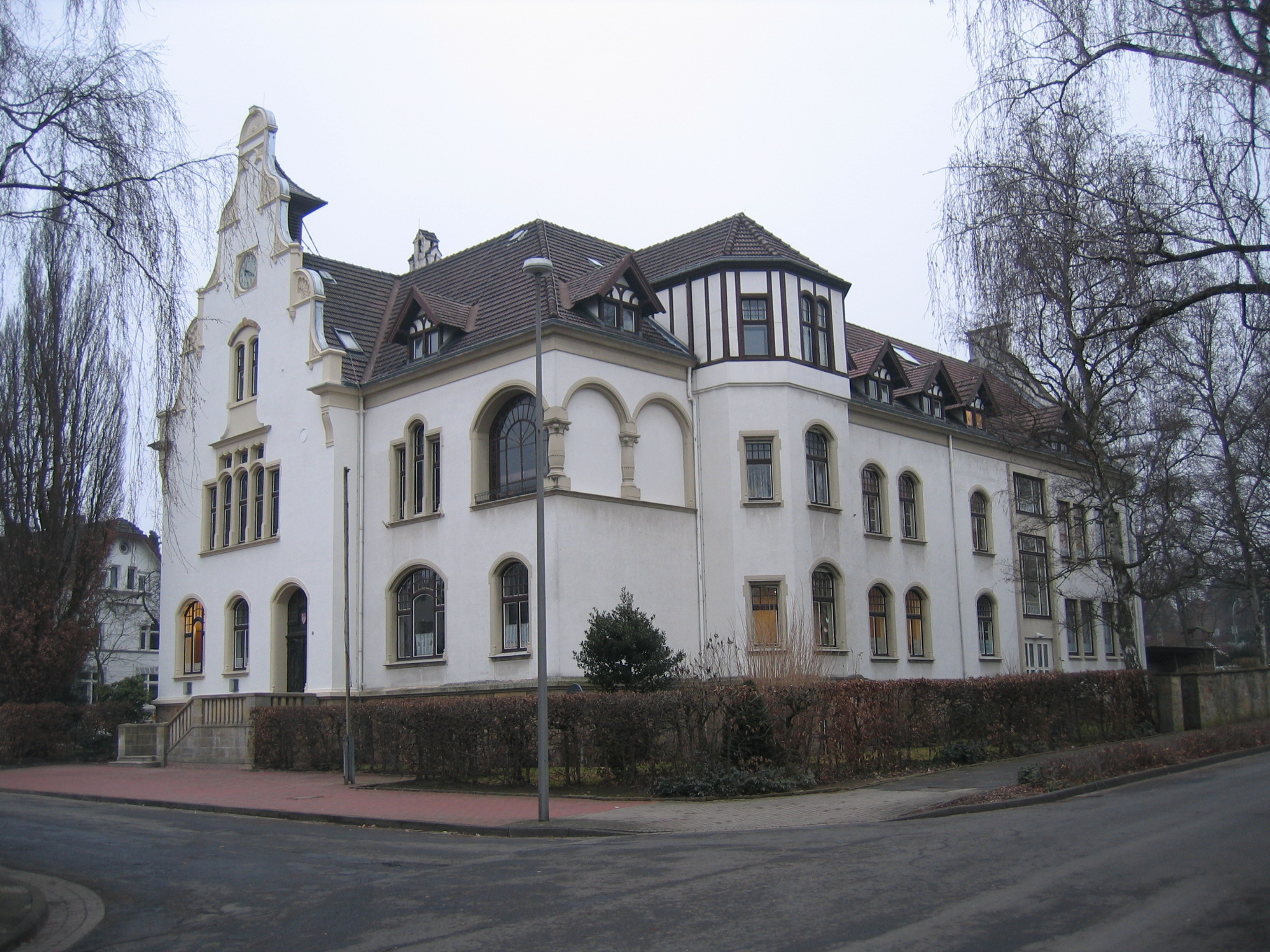
旧エニヒロー役場

#### その他の建造物
エニヒロー地区には、ルネサンス風の南破風を有するユーゲントシュティール様式で1902年に建設された旧エニヒロー役場がある。この建物は、ビュンデ市がアムト・ビュンデから脱退してアムト・エニヒローが創設された際に建設された。現在ここは音楽学校となっている。
1924年に建設されたウニヴァーズムはドイツで最も古い映画館の一つであり、1980年の閉館後には演芸ショー、キャバレー、コメディー、コンサートのイベントセンターに変貌した。
ビュンデには、ドイツで最も古いと主張するディスコ「ヴィルヘルムスヘーエ」がある。このディスコは1961年に設立され、現在も設立者の一族が所有している。
デュンナー通りの消防・救急署も興味深い。薄鋼板を貼ったファサードはかすかにフランク・ゲーリーの建築を思い起こさせる。
両世界大戦の間にデュンネ地区で安価なデュンナー・レームブローテ建設法が開発された。乾燥していないアドベをモルタルなしで接着する建設法である。この一部をモルタル接着しない建設法は、オストヴェストファーレンの快適な生活環境によって広まった。1927年から1933年までの間にこうした土壁の家屋が約300棟建設された。

#### 周辺地区の農家
多くの地区に見応えのある木組み建築が遺されている。たとえば、エニヒローのホーフ・クラウス（1740年代）、フンネブロックのホーフ・ヴィッテマイアー（1840年頃）、ジュートレンゲルンのホーフ・ティーマイヤー（1605年）、ヴェルフェンのホーフ・ヴォルトマン（1855年の日付があるが、実際には18世紀末）である。

### 公園
最大の公園は街の中央に位置するシュタインマイスターパーク（ビスマルク通り、ゲーテ広場、ノルトリングの間）である。この公園は小さな人工池の周りに広がっている。エニヒロー市区にはドゥストホルツがある。これは、近所の住民たちが散歩に利用するこの小さな森であり、この中にはミニゴルフ場 や魚釣り池がある。かつてのラントリングハウゼン鉱泉にはクアパークがある。

### 自然文化財と自然保護地区

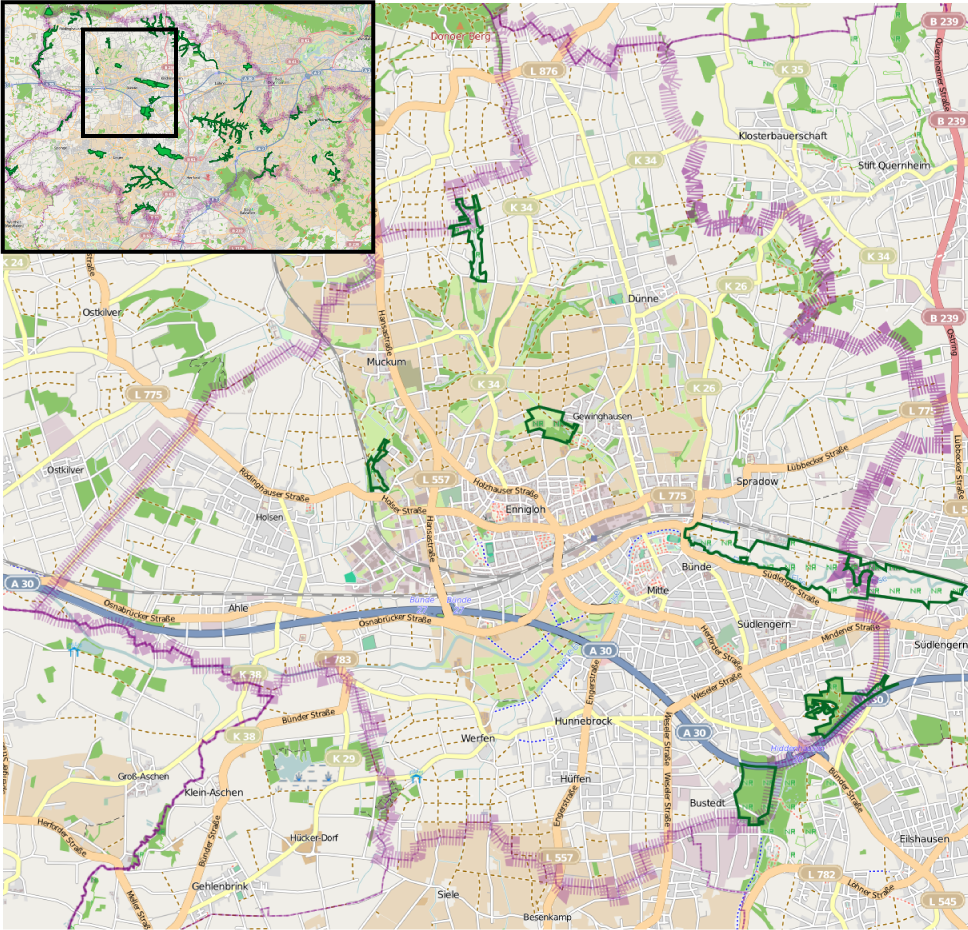
ビュンデの自然保護地区

ビュンデは、ドーベルクを有することで、アルプスの北側で最も大規模な漸新世の化石発掘地の一つである。市の南に位置するこの丘は周辺から約 30 m 高くなっている。これは漸新世の海の堆積物で、当時の水棲動物の情報を提供している。優れた出土品は、ビュンデ市のドーベルク博物館で見学することができる。
この他のビュンデの自然保護地区は、ブシュテッター・ホルツ、エルゼアウエン、ゲヴィングハウザー・バッハタール、ハービヒホルスター・ヴィーゼンタール、ツィーゲライグルーベ・エニヒローがある。合計面積は 175.2 ha で、市の総面積の約 2.95 % を自然保護地区が占めている。
- シュタインマイスターパーク
- ドーベルク
- フンボルト博物館に所蔵されているドーベルクから出土したスクアロドン（英語版）の顎

### 年中行事

#### 市
春祭と、たっぷりのフェーダーヴァイサーとツヴィーベルクーヒェン（オニオンケーキ）が名物のツヴィーベルマルクト（直訳すると「タマネギ市」、9月の最終日曜日を含む週末）が毎年のハイライトである。この2つの行事は内市街で開催される。春祭りの期間中、地元の園芸店によって多くの花や植物で内市街が飾られる。ツヴィーベルマルクトでは、移動遊園地や縁日の力試し機が中心となる。12月にはラウレンティウス教会周辺で小さなクリスマスマーケットが開かれる。

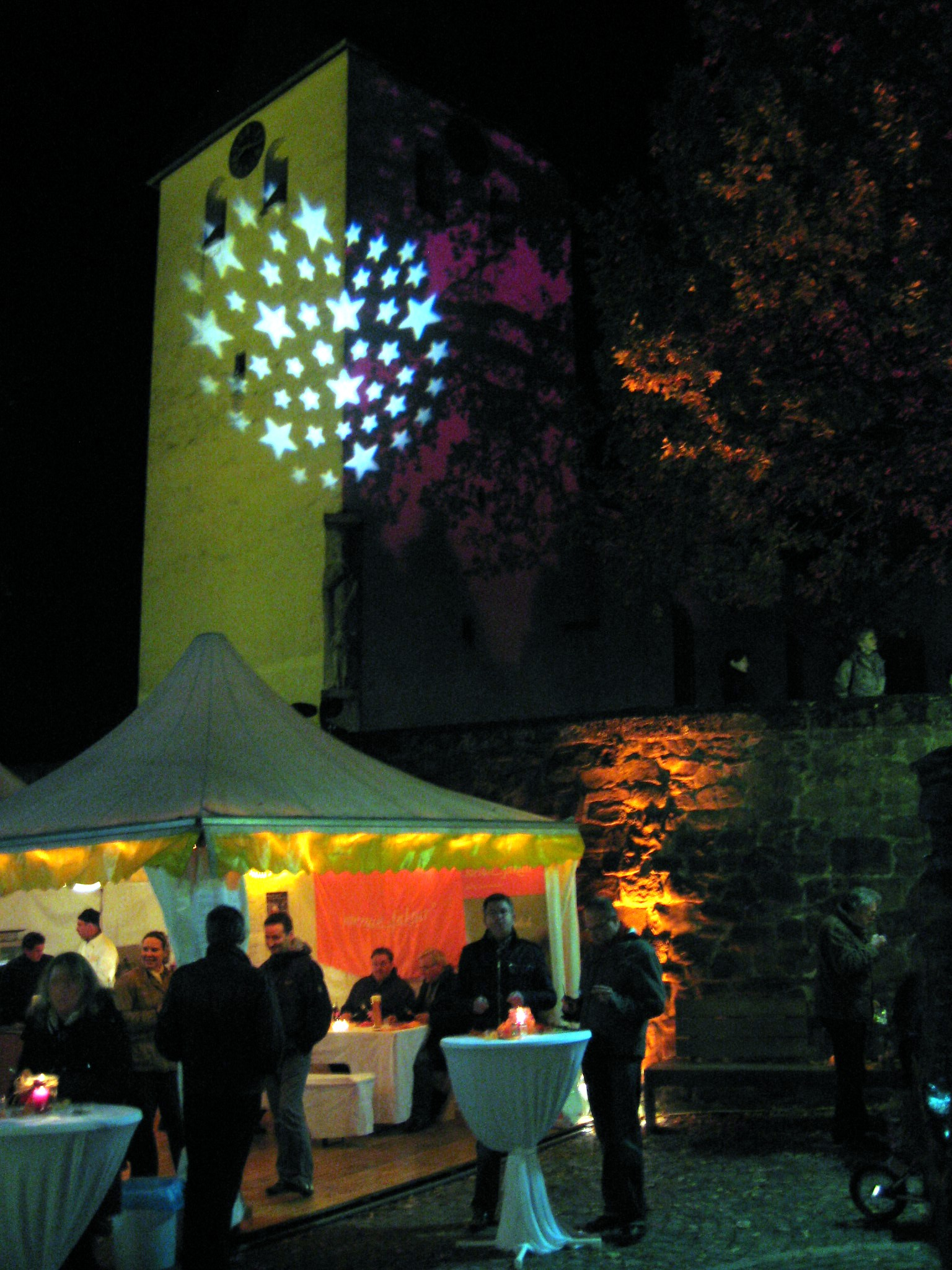
ナハト・デア・シュテルネ（2009年）

#### その他の行事
- ビュンデの射撃祭: ビュンデの射撃祭は市立ホール、市立庭園、およびビュンデの内市街で開催される[27]。
- ビュンデのミッションフェスト（直訳すると「宣教祭」）は1845年から毎年ビュンデで開催されており、世界にキリスト教を布教することを目的としている。かつてはミンデン＝ラーフェンスベルク地方全域で広く重要な祭であったが、現在では狭い地域のみの祭になっている。ビュンデのミッションフェストは、1830年頃から起こった宗教的啓蒙運動に由来している。当時、ヨハン・ハインリヒ・フォルケニングら啓発説教師がミッションフェストを創設し、布教は教会の主要任務と認識されるようになった[28]。
- 1000 レーダー・ビュンデ（市民サイクリング）: ビュンデは、ノルトライン＝ヴェストファーレン州の自転車愛好市町村作業共同体によって、自転車愛好都市とされている。年に一度、RC オリンピア・ビュンデは市と共同で数百人の参加者を集めて市民サイクリング大会を市内で開催している[29]。
- 自転車レース・ルント・イン・ビュンデ: RC オリンピア・ビュンデが主催し、エーリヒ＝グーテンベルク職業補習高等専門学校で 6月に開催される[30]。
- 倉庫地区のワイン祭: ワインの屋台
- モビクーララ: 3日間の市祭で、演芸ショー、コメディー、音楽ライブや屋台が出る。
- ロックバー・フェスティバル: 多くのロックバンドが出演するフェスティバルで、ウニヴァーズムで開催される。
- ビュンデの短編映画フェスティバル: 2002年から開催されている、活発な参加者がある短編映画コンテスト。
- ナハト・デア・シュテルネ（直訳すると「星の夜」）: 2008年から毎年11月にビュンデ商業会の主催で開催される市祭。

## 経済と社会資本

### 交通

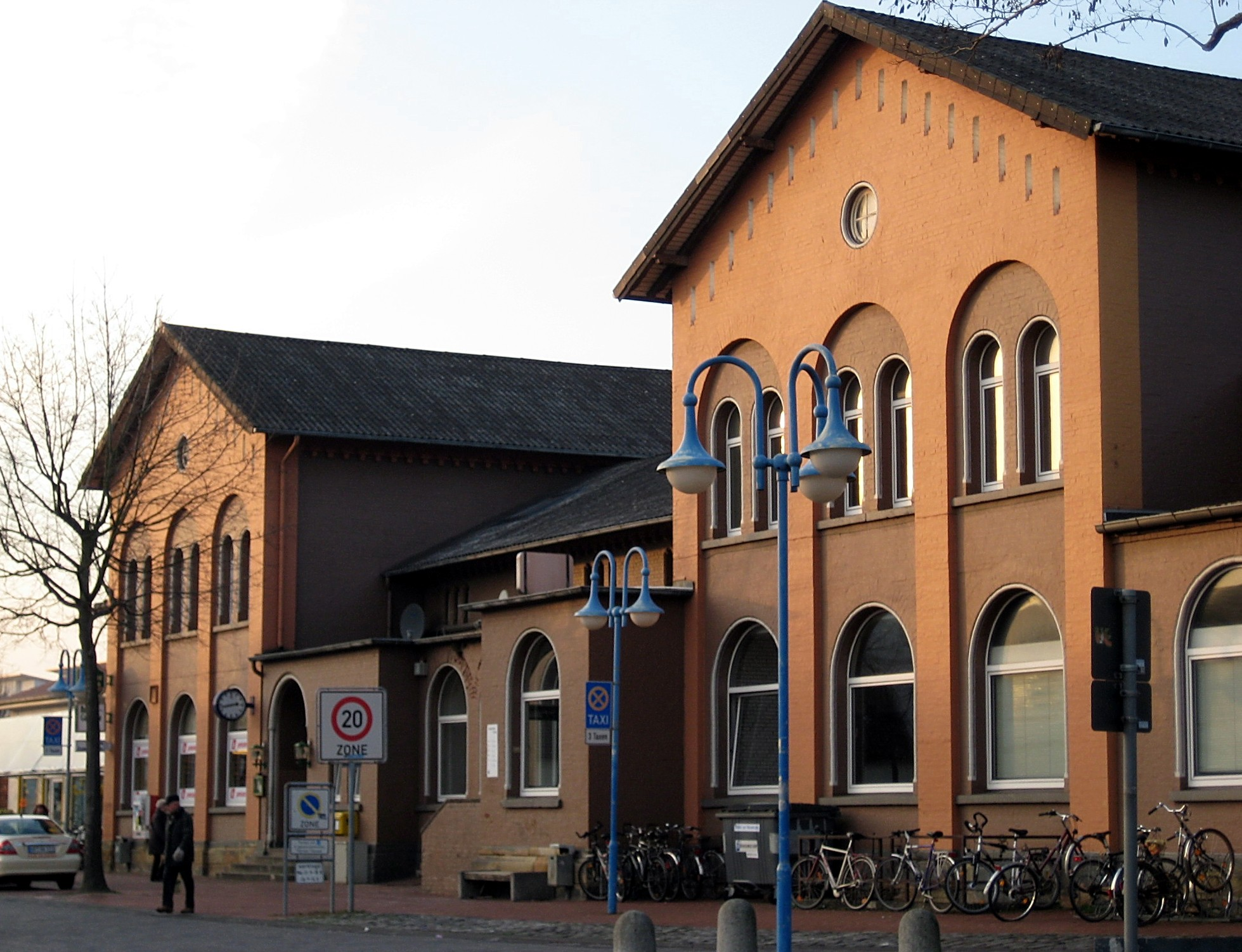
ビュンデ駅

#### 道路
ビュンデ市は、アウトバーン A30号線のインターチェンジ 27（ビュンデ）、28（ヒデンハウゼン）を介して広域道路網に接続している。ビーレフェルトとの往来を担う州道 557号線が市域西部を通っている。ヘルフォルトへはヒデンハウゼンを経由する州道 545号線がある。

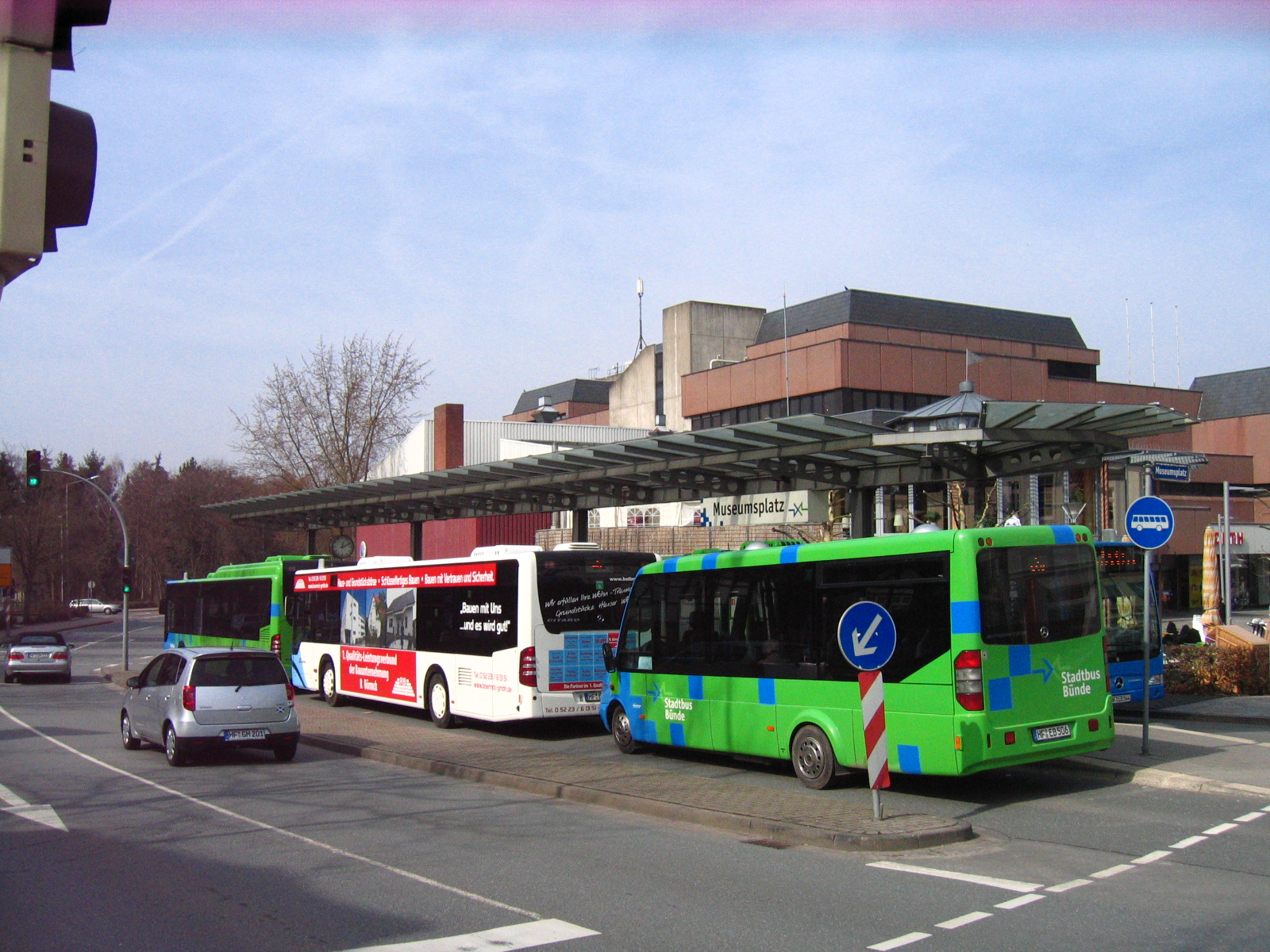
博物館広場のバスステーション

#### 鉄道・バス
ビュンデ駅は鉄道レーネ - ライネ線の駅であり、ここからラーデンへ向かうラーフェンスベルガー鉄道が分岐している。この駅では、スキポール空港 - オスナブリュック - ハノーファー - ベルリンを結ぶインターシティー路線が利用可能である。近郊鉄道のレギオナルエクスプレスやレギオナルバーンには、ヘルフォルト - ビーレフェルト、ミンデン - ハノーファー - ブラウンシュヴァイク、オスナブリュック - ライネ - バート・ベントハイム、リュベッケ - ラーデン、ハーメルン - ヒルデスハイムといった路線がある。これらの路線は、DBレギオ・ノルト、ヴェストファーレン鉄道、ユーロ鉄道によって運営されている。
レーネ - ライネ線はアーレ市区に、バッスム - ヘルフォルト線はホルゼン地区に駅を有している。
市バスは4系統ある。ランデブーシステムによる市バスの集合地点は歩行者専用地区に隣接する博物館広場の中央バスステーションである。ここにはチケット販売所を併設したインフォメーションビューロもある。市バスの運営はボルマイヤー乗合バス交通会社 mbH & Co. KG が行っている。アーレ、ホルゼン、ムックム地区は市バスが運行していない。
重要な乗換ポイントである駅へは、市バス第2系統が運行している。駅前のバスステーションはヘルフォルト行き（646系統）およびエンガー行き（654系統）の地方バスが出発する。この他のバスやオンデマンドバスとしては、ヒュルホルスト行き（542系統）、キルヒレンゲルン行き（541, 542, 544, 545, 558, 559系統）、シュペンゲ行き（572系統）、レーディングハウゼン行き（542, 543, 571系統）がある。こうした地方バスの多くはマルクト広場に発着し、こおこで市バスとの乗り換えができる。
本市は、地方交通料金連盟「デア・ゼクサー」（OWL交通）に加盟している。この連盟のチケットは、ヘルフォルトやビーレフェルト行きの夜行バスでは使用できない。

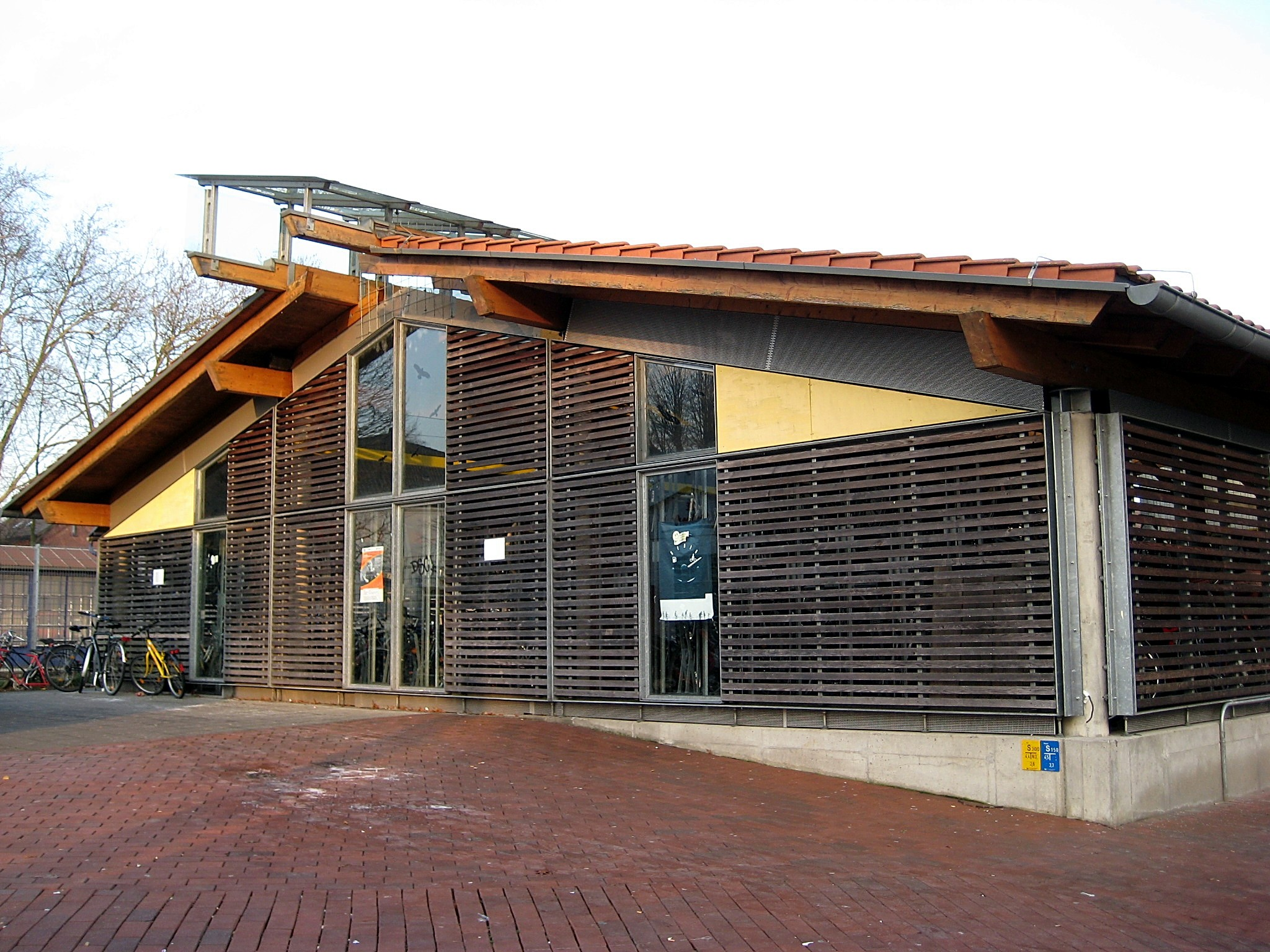
ビュンデ駅前の自転車ステーション

#### 自転車
ビュンデ市は、ノルトライン＝ヴェストファーレン州の自転車愛好市町村作業共同体および全ドイツ自転車クラブに加盟している。市域内をエルゼ＝ヴェレ自転車道（エルゼ川の分岐点からバート・エーンハウゼンのヴェレ川河口までの 54.5 km）やバーンラートルート・ヴェーゼー＝リッペ（ブレーメンからパーダーボルンまでの 350 km）が通っている。ビュンデの駅前には伝動格納式の自転車置き場があり、2007年から「自転車愛好都市」と称されている。
自転車道網は、ビュンデの全市区および周辺市町村へ 13路線が整備されている。10, 20, 35 km の環状道が蜘蛛の巣状に連結しあっている。自転車網の中心で荒柚須自転車路線の交点にあたるのが市の中心部であるボルダム橋のたもとにあるエルゼダム / フリューリングスヴェーク / バーンホーフ通りの交差点である。全長 120 km の自転車道網には標識が完全に整備されている。環状道は緑、そうでない路線は赤で表示されている。このコンセプトは、全ドイツ自転車クラブによる全国自転車環境テスト の人口10万人以下の都市の部門で、2005年に4位、2012年に7位 を獲得した。
ビュンデでは自転車普及のために、「ビュンデのサイクリングの夏」、市民サイクリング、1000レーダー・ビュンデ、「自転車通勤」運動や夜のサイクリングなどの活動がなされている。

### メディア
日刊紙では、ノイエ・ヴェストフェーリシェとヴェストファーレン＝ブラットがビュンデの地方面を有している。ローカルラジオ局ラジオ・ヘルフォルトは 94.9 MHz で市内向けに放送を行っている。

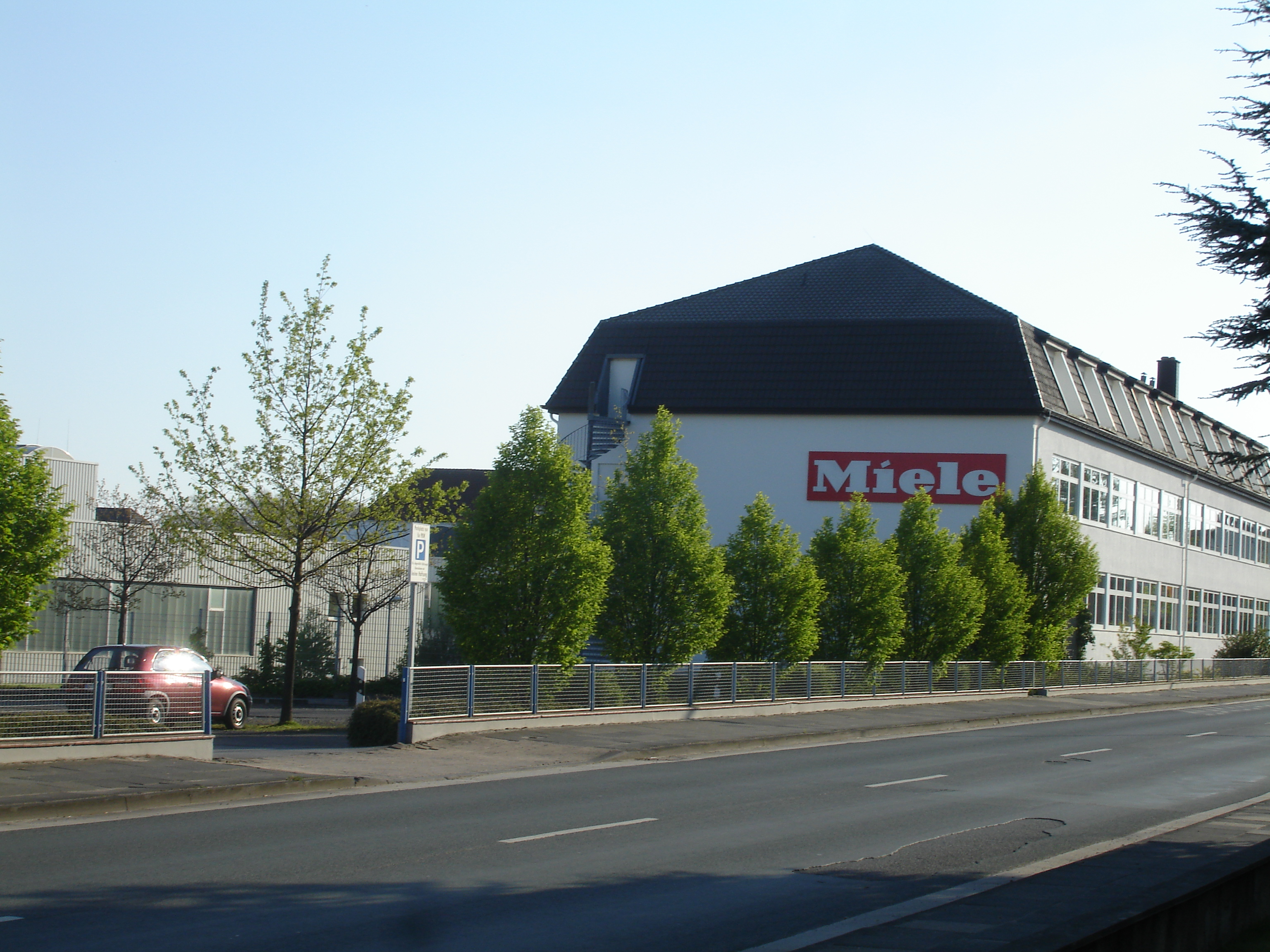
ミーレのビュンデ工場

### 地元企業
「ツィガレンシュタット」（タバコの都市）という別名は、19世紀から20世紀への移行期に 20社を越えるタバコ製造業者がビュンデに本社を置きドイツで販売されるタバコの大部分がこの街で製造されたことを記念したものである。アルノルト・アンドレー社（主要ブランドは「クラブマスター」、従業員数 450人）とアウグスト・シュスター社は、そうしたタバコ産業の最盛期から現在も存続している伝統的な会社である。キッチン家具製造業も伝統的に強い産業分野である。タバコ産業が衰退した後、タバコ入れの製造ノウハウが家具製造業に応用された。
ビュンデの労働者の多くは、キッチン用具製造会社ミーレ（旧インペリアル、従業員数 760人）に務めている。また、有名な模型製造業者レベル社がドイツ唯一の事業所を置いている。さらに特殊ガラス製造業者ゲレスハイマー＝ビュンデ GmbH（旧ビュンダー・グラス、従業員数 500人以上）や、この地方で最も古い地下工事会社ヴェスターホルト・ティーフバウ GmbH が本社をビュンデに置いている。

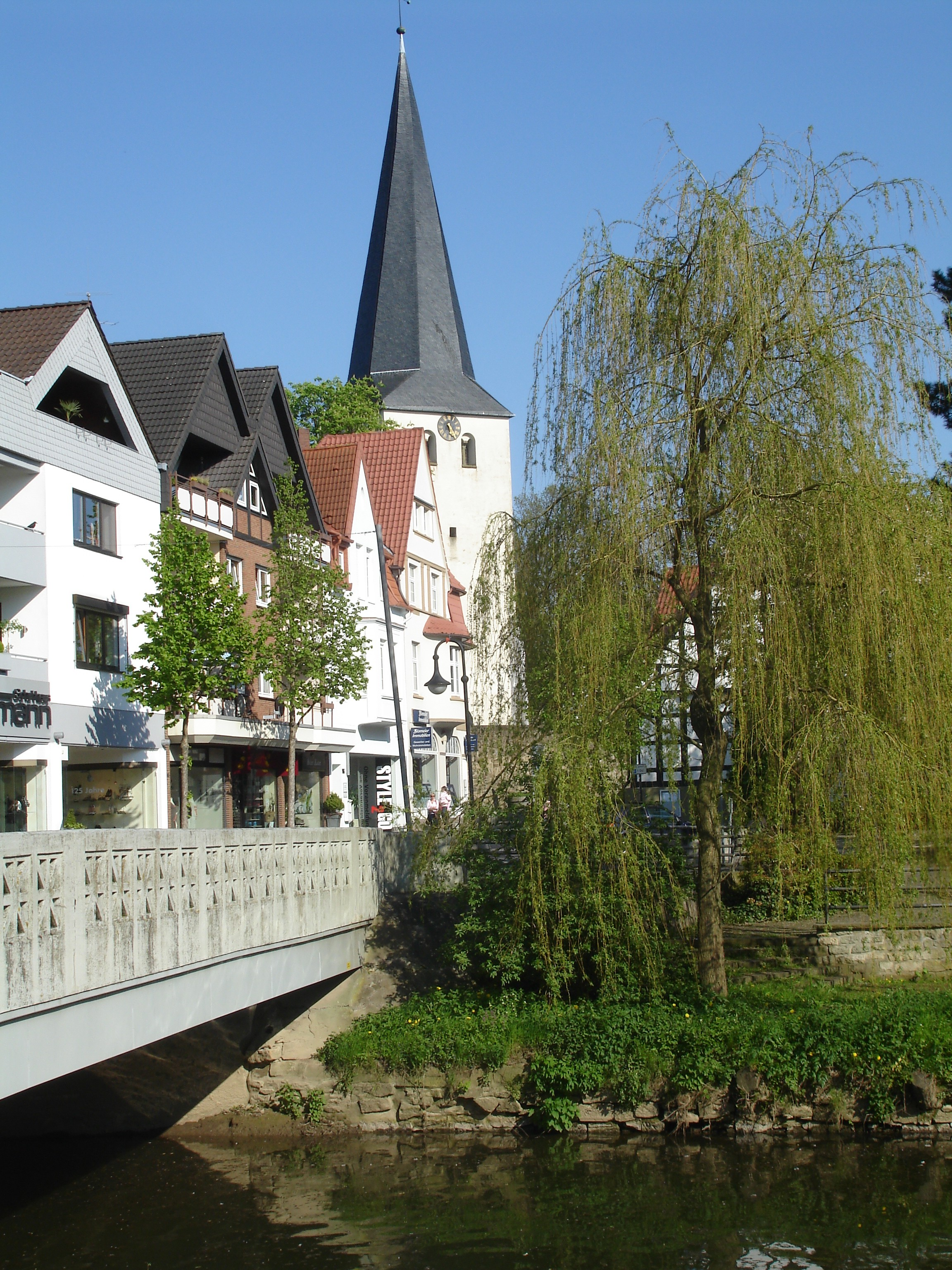
エルゼ川に架かるボルダム橋とバーンホーフ通りの街並み。背後は聖ラウレンティウス教会

### 観光業
市域北東部のラントリングハウゼンは有名な保養地であり、18世紀以降湯治に利用されている。湯治客はモール浴場（泥を用いた湯治法）、硫黄泉浴場、運動浴場を利用することができる。ラントリングハウゼンは、1728年に初めて薬効のある鉱泉がヘッケンされて以来何百年も続く湯治場の伝統をビュンデにもたらしている。湯治場の時代のビュンデとその浴場は「ベーダーシュトラーセ」（直訳すると「温泉通り」）という通りの名前にその名残がある。森の豊かなラントリングハウゼン保養地区は、約 266 ha におよび、広さ 34 ha の元々の湯治地区に隣接している。

### 公共機関

#### 司法と警察
ビュンデには1879年から区裁判所がある。現在も使われているハングバウム通りの建物は1900年に建設された。約 50人の職員が働くビュンデ区裁判所は、ビュンデ市、キルヒレンゲルンおよびレーディングハウゼンを管轄する。この裁判所はビーレフェルト地方裁判所およびハム上級地方裁判所の管区に属している。区裁判所の近くには元々刑務所があったが、1970年に閉鎖され、解体された。ビュンデ警察監督署はヘルフォルト郡警察局に属し、ビュンデ市、キルヒレンゲルン、レーディングハウゼンを管轄している。レーネ派出所がこれに付属している。

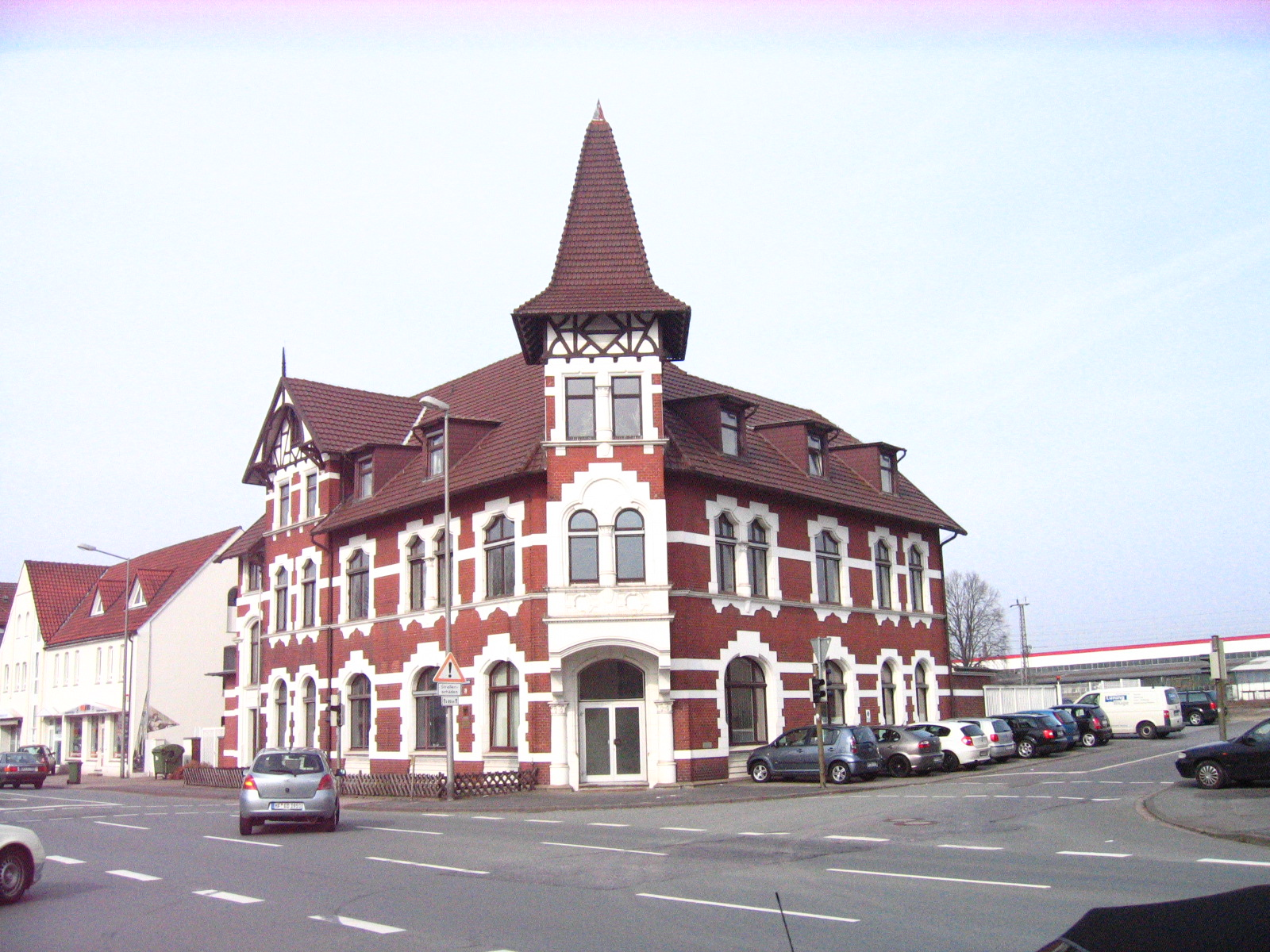
中央納税証票局

#### 税と金融
ビュンデ税務署はビュンデ、レーネ、キルヒレンゲルン、レーディングハウゼンを管轄する。また、ドイツで販売されるすべてのタバコ製品に付けられる納税証票を扱う中央納税証票局がある。タバコ税によって得られた収入は、2008年に約 136億ユーロ（2007年は 143億ユーロ）に達する。このタバコ都市の収税機関はタバコ製品の納税証票を扱うドイツで唯一の収税機関である。

#### 保健機関
福音主義のルーカス病院は1890年に設立された。現在、345床で約 700人の職員が働いており、毎年約 11,000人の入院患者、15,000人の通院患者がある。ビュンデには重要な医師ネットワーク MuM (Medizin und Mehr eG) が成立している。

#### 職業安定所
連邦職業安定所はビュンデに事務所を有しており、キルヒレンゲルンとレーディングハウゼンを管轄している。

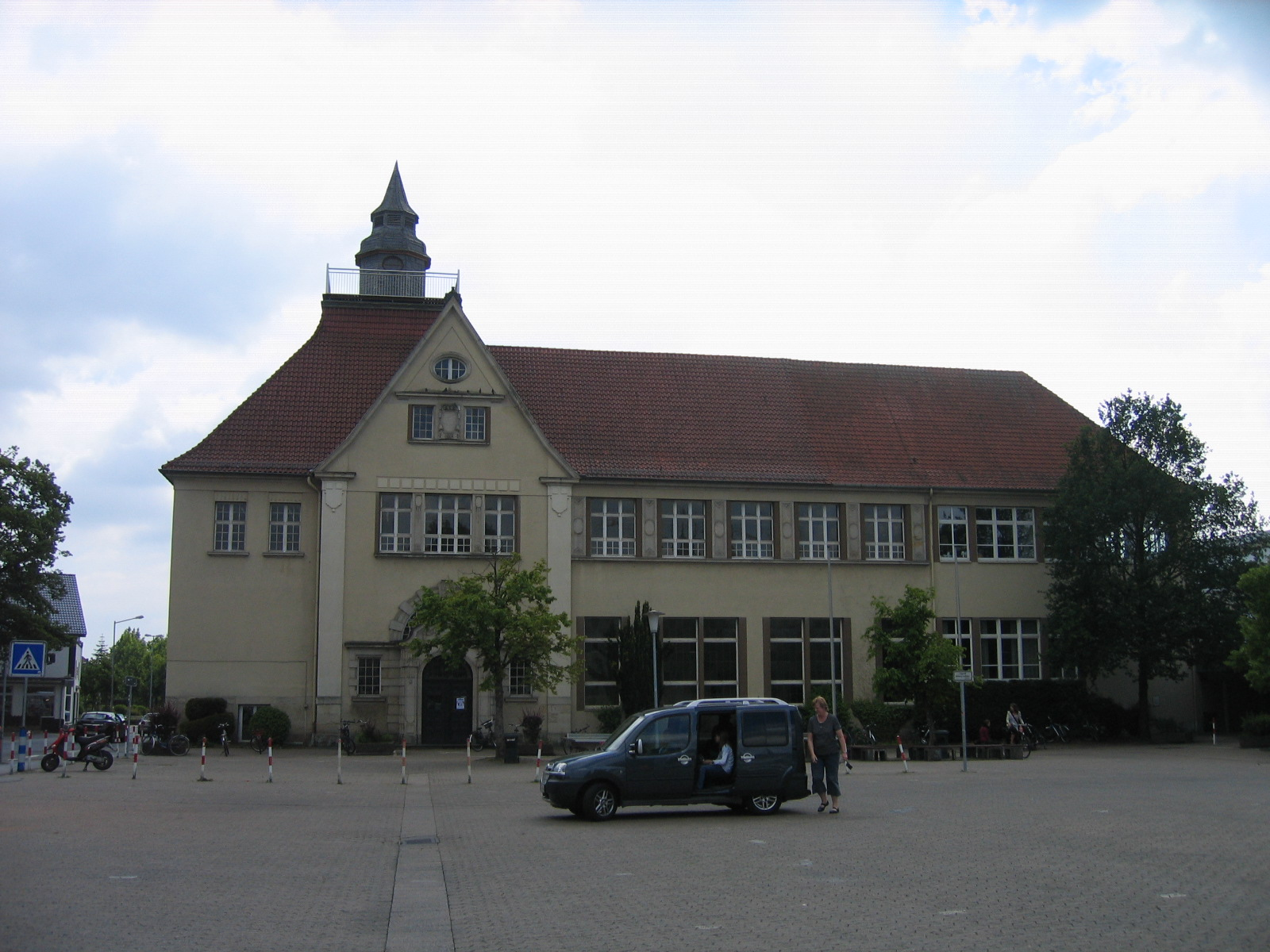
ギムナジウム・アム・マルクト

### 教育
中規模都市であるビュンデには数多くの上級学校があり、近隣町村の生徒も学んでいる。2校のギムナジウム、ギムナジウム・アム・マルクトとかつては女子および少年ギムナジウムであったフライヘル＝フォン＝シュタイン＝ギムナジウムもその例である。この他にビュンデには基礎課程学校 10校、特殊学校 1校、本課程学校 1校、総合学校 1校、実科学校 2校（ビュンデ中央とビュンデ北）、職業訓練学校 1校（エーリヒ＝グーテンベルク職業補習高等専門学校）と音楽学校 1校がある。
エニヒローの北部学校センターには、フライヘル＝フォン＝シュタイン＝ギムナジウム、ビュンデ北実科学校、エーリヒ＝ケストナー総合学校が集中している。2012年12月31日現在の生徒数はビュンデ全体で 7,607人で、このうち 2,501人がギムナジウム、1,361人が実科学校、1,659人が総合学校の生徒である。また、職業補習高等専門学校では、1,443人が学んでいる。
ビュンデの市立図書館は、長年ラーニングシャー・ホーフにあったが、かつての連邦中央銀行支店に移転した。
- フライヘル＝フォン＝シュタイン＝ギムナジウム
- エーリヒ＝ケストナー総合学校
- ビュンデ北実科学校
- エーリヒ＝グーテンベルク職業補習高等専門学校
- 音楽学校
- 市立図書館

## 人物

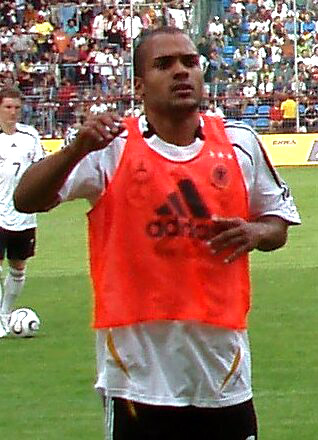
ダビド・オドンコール

### 出身者
- ユルゲン・クルーテ（1953年 - ）欧州議会議員
- ダビド・オドンコール（1984年 - ）サッカー選手
- パスカル・シュテンツェル（1996年 - ）サッカー選手

### ゆかりの人物
- ヘンギストとホルザ（英語版）: イングランド征服の同盟をビュンデで結んだという伝説がある騎士
- ハンス・ヴェルナー・ヘンツェ（1926年 - 2012年）作曲家。1933年から幼少期の数年間、ビュンデのデュンネ地区で暮らした。
- C. C. キャッチ（英語版）（1964年 - ）歌手。本名カロリーネ・ゲルトルート・カテリーナ・ミュラー。ビュンデに数年間暮らし、その間この街の本課程学校で学んだ。
- マクシミリアン・ヘッカー（英語版）（1977年 - ）音楽家。数年間ビュンデで暮らし、その間にフライヘル＝フォン＝シュタイン＝ギムナジウムでアビトゥーアを取得した。